# 鹿儿岛县
31°24′N 130°31′E / 31.400°N 130.517°E
鹿儿岛县（日语：／ Kagoshima ken */?）是位于日本九州最南端的县，范围包括了萨摩半岛和大隅半岛，以及薩南群島。古属萨摩国以及大隅国，鹿儿岛市为县政府所在地。鹿儿岛县的总面积9187平方公里，海岸线长2,722公里，共有岛屿605个。该县由19个市、20个町和4个村共43个市町村组成。鹿儿岛县分布着许多火山，约一半的土地被火山灰所覆盖。
鹿儿岛地区归入日本中央政权的时期比较晚，归入后受中央控制程度也较低。其為日本舊藩國薩摩藩的故地，因著薩摩藩曾為日本引进西方先进技术重要地的緣故，对日本近代历史影响很大，维新三杰中的西乡隆盛和大久保利通都出身自今鹿兒島縣，为明治维新的成功起了重大作用。

## 概要
鹿儿岛县地区原本由薩摩（さつま）国、大隅（おおすみ）国、多禰（たね）国这三个令制国组成。奄美大岛等南西诸岛的一部分（如奄美群岛）曾是琉球王国（现今的冲绳县）的统治区域。
由岛津家担任藩主的薩摩藩，在幕末时期与长州藩（现今的山口县）签订了薩長同盟，对明治维新做出了巨大贡献。因此，薩摩藩培养出了许多政财界要人，如西乡隆盛、大久保利通、松方正义、五代友厚等。
雾岛山、樱岛、种子岛宇宙中心、世界自然遗产的屋久岛、奄美大岛以及德之岛等，拥有丰富的自然、文化、旅游和产业资源。县政府所在地鹿儿岛市作为南九州地区的中心城市而繁荣发展。

## 名称
鹿儿島神宮（霧島市隼人町）是该县名称的由来。关于“鹿儿岛”的语源，有多种说法：一种说法是天津日高彦穂々出见尊（山幸彦）前往海神宫（わたつみ）时乘坐的船是在鹿儿山制造的；另一种说法是“神籠もる岛”，意思是神灵居住的岛；还有一种说法认为“カゴ”意为悬崖，四周被悬崖包围的樱岛被称为“カゴ岛”，而鹿儿岛是樱岛的古老名称。
尽管现在鹿儿岛市和鹿儿岛神宫距离较远，但鹿儿岛郡设立之初，天降川以南区域均属于鹿儿岛郡。
小行星(4703) Kagoshima因鹿儿岛而得名。

## 地理・地域

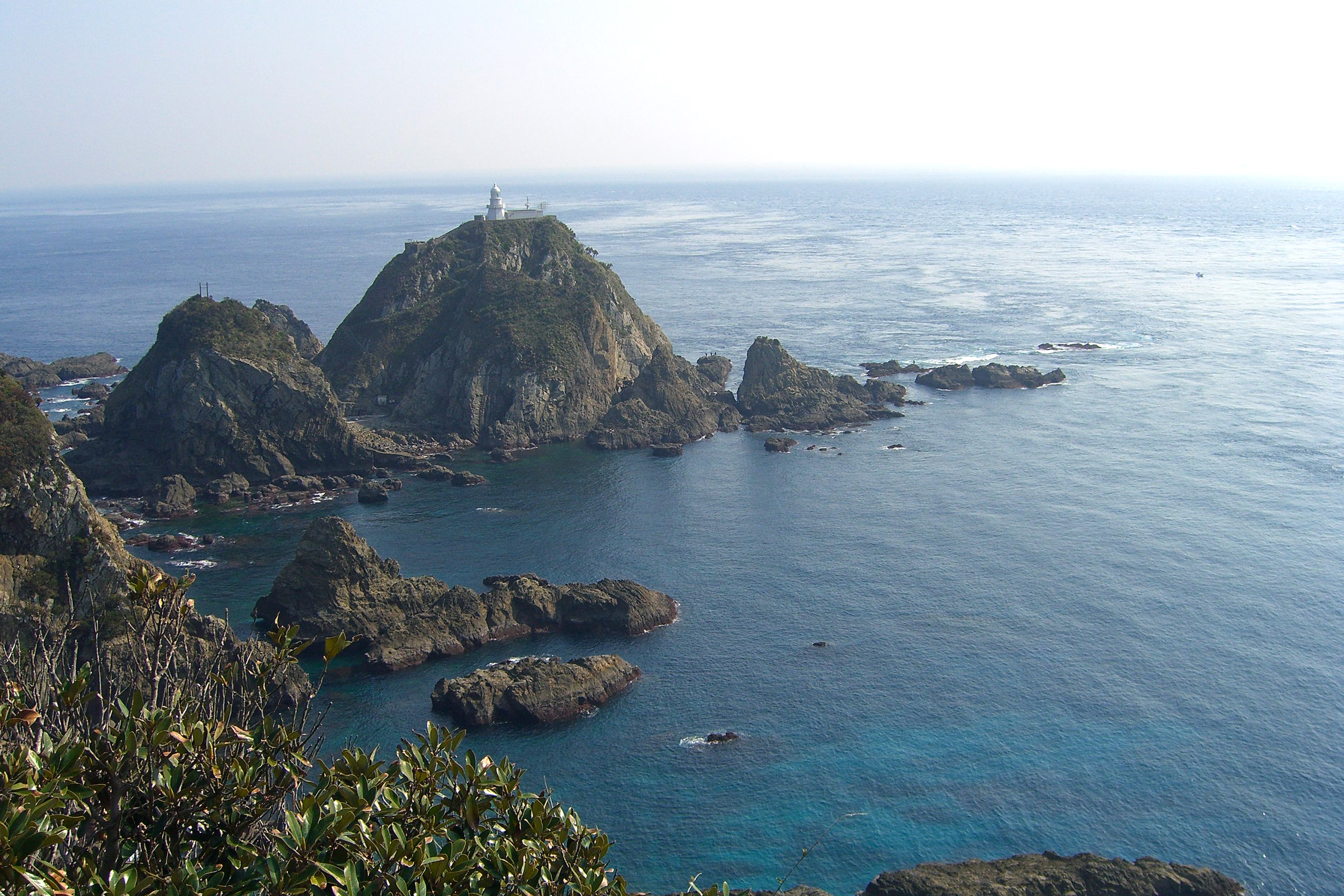
九州本岛最南端的佐多岬，位于鹿儿岛湾东岸的大隅半岛最南端。

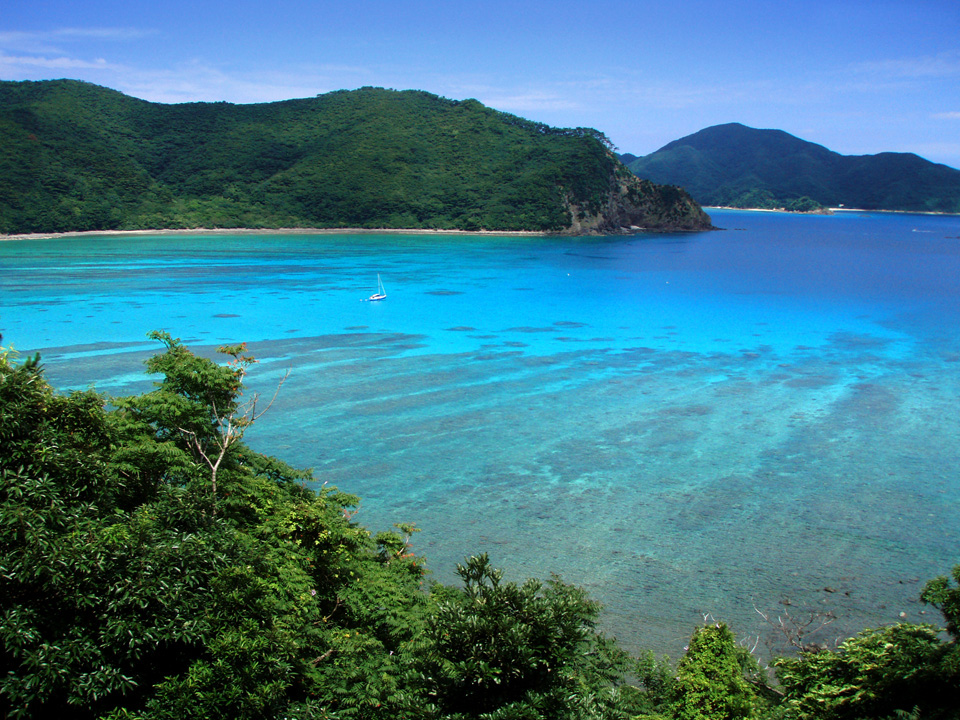
奄美大岛的マネン崎

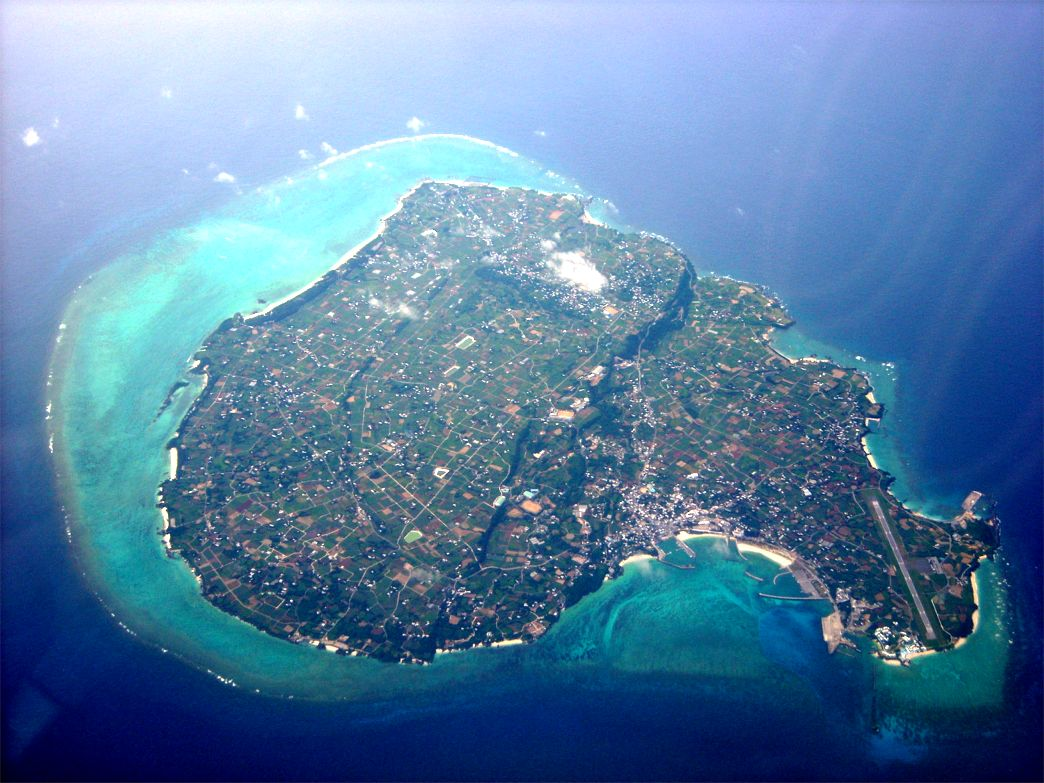
鹿儿岛县最南端的与论岛

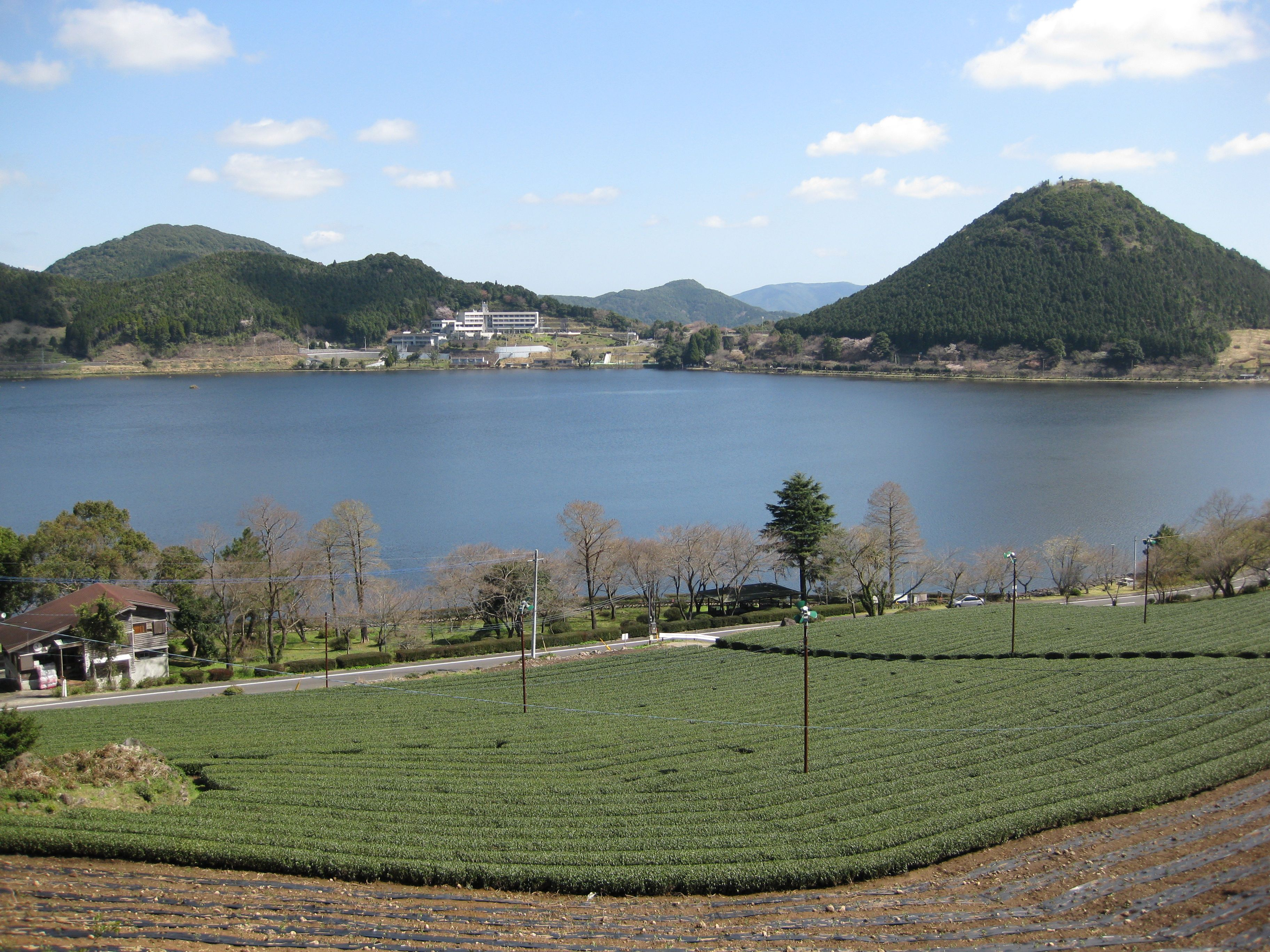
根据拉姆萨尔公约指定的藺牟田池

被列为世界遗产的屋久岛的縄文杉

本土部分包括九州岛的薩摩和大隅地方，而离岛部分包括薩南诸岛（种子岛·屋久岛地方和奄美地方）。在天气预报中，鹿儿岛地方气象台负责薩摩、大隅、种子岛和屋久岛地方的预报，名瀬测候所负责奄美地方的预报。
本土地区，除雾岛山外，大部分地区为シラス台地的地质，排水良好但非常脆弱。此外，低地和平原极少，导致县内大多数市町被群山环绕。因此，各市町分布在本土的各个地方。
鹿儿岛县共有605个岛屿，其中薩南诸岛包括种子岛、屋久岛在内的大隅诸岛、吐噶喇列岛和奄美群岛。最北端是狮子岛，最南端是与论岛，最大有人岛是奄美大岛，最小有人岛是新岛。
南北距离达600公里，海岸线长达2,722公里。包括本土和岛屿在内的县域总面积为9,187平方公里，在全国都道府县中排名第10位，是西日本最大的县。
鹿儿岛县自古以来以活火山闻名，尤其是频繁喷发的樱岛。县内还有许多温泉，泉源数量约为2,730个，仅次于大分县，排名全国第二，县内的大多数入浴设施都是温泉。

### 地形
- 半岛
  - 薩摩半岛、大隅半岛
- 岬
  - 佐多岬、火崎（大隅半岛）、长崎鼻、野间岬、唐岬、坊岬、开闻崎、高崎鼻（薩摩半岛）、门仓崎、喜志鹿崎（种子岛）、笠利崎（奄美大岛）
- 山地
  - 国见山地、高隈山地、肝属山地、出水山地
- 平原
  - 川内平原、肝属平原、出水平原、国分平原
- 盆地
  - 大口盆地
- 台地（シラス台地）
  - 笠野原、野井仓（大隅半岛）
- 海湾
  - 鹿儿岛湾（锦江湾）、志布志湾、内之浦湾
- 河川
  - 川内川、大淀川、肝属川、甲突川、万之濑川、菱田川、天降川、雄川 等
- 湖泊
  - 池田湖、藺牟田池、大浪池、鰻池
- 有人岛屿
  - 狮子岛、伊唐岛、诸浦岛、长岛、桂岛
  - 上甑岛、中甑岛、下甑岛
  - 新岛
  - 黑岛、硫黄岛、竹岛
  - 种子岛、马毛岛（现为有人岛）屋久岛、口永良部岛
  - 口之岛、中之岛、平岛、诹访之濑岛、恶石岛、小宝岛、宝岛
  - 喜界岛、奄美大岛、加计吕麻岛、与路岛、请岛、德之岛、冲永良部岛、与论岛
- 无人岛
  - 宇治群岛、草垣群岛、昭和硫黄岛、デン岛、卧蛇岛、小卧蛇岛、横当岛、上ノ根岛、七尾岛
- 火山
  - 雾岛山、樱岛、开闻岳、硫黄岛、口永良部岛、口之岛、中之岛、诹访之濑岛
- 邻接都道府县
  - 熊本县、宫崎县、冲绳县

### 气候
由于南北距离长达600公里，从伊佐市等积雪地区到奄美群岛的亚热带地区不等。
鹿儿岛县本土冬季温暖，夏季日照时间长但降水量多。虽然炎热天气持续时间长，但极端高温天气并不多。县内最高气温记录是38.5℃，出现在肝付町肝付前田，仅次于冲绳县、宫城县和神奈川县的记录。尽管南国形象突出，但由于薩摩半岛面临东海，受到大陆寒流的影响，冬季也可能会非常寒冷。根据冬季风的风向，有时会有大量的雪云形成，导致鹿儿岛市市中心也会出现积雪。2011年1月1日，鹿儿岛市观测到25厘米的积雪，使其成为九州各县厅所在地中积雪最多的城市。此外，屋久岛山区每年几乎都会积雪，种子岛和屋久岛地区的平原也偶尔会下雪，使其成为日本最南端的积雪观测点。1901年2月12日和2016年，奄美市名瀬也曾观测到降雪。2005年3月，奄美大岛的山区积雪也被摄影师记录，尽管这些并非由气象台或测候所观测，因此不算作官方记录。
夏季到秋季，鹿儿岛县会受到台风的影响。
| 平年值 （月单位） | 平年值 （月单位） | 甑岛列岛        | 薩摩地方      | 薩摩地方        | 薩摩地方      | 薩摩地方          | 薩摩地方        | 薩摩地方        | 薩摩地方      | 薩摩地方      | 薩摩地方      | 薩摩地方       | 大隅地方        | 大隅地方      | 大隅地方        | 大隅地方        | 大隅地方        |
| 平年值 （月单位） | 平年值 （月单位） | 薩摩川内市 中甑 | 阿久根        | 日置市 东市来   | 伊佐市 大口   | さつま町 萨摩柏原 | 薩摩川内市 川内 | 霧島市 溝辺     | 鹿儿岛        | 鹿儿岛市 喜入 | 指宿          | 枕崎           | 霧島市 牧之原   | 鹿屋市 辉北   | 志布志          | 鹿屋            | 肝付町 肝付前田 |
| ----------------- | ----------------- | --------------- | ------------- | --------------- | ------------- | ----------------- | --------------- | --------------- | ------------- | ------------- | ------------- | -------------- | --------------- | ------------- | --------------- | --------------- | --------------- |
| 平均 气温 (°C)    | 最暖月            | 27.4 （8月）    | 26.8 （8月）  | 26.5 （8月）    | 25.7 （8月）  | 27.0 （8月）      | 27.2 （8月）    |                 | 28.2 （8月）  | 27.7 （8月）  | 27.6 （8月）  | 27.3 （8月）   | 24.8 （8月）    | 24.9 （8月）  | 26.2 （8月）    | 26.8 （8月）    | 27.0 （8月）    |
| 平均 气温 (°C)    | 最寒月            | 9.1 （1月）     | 7.5 （1月）   | 7.2 （1月）     | 4.3 （1月）   | 5.8 （1月）       | 6.5 （1月）     |                 | 8.3 （1月）   | 8.5 （1月）   | 8.6 （1月）   | 8.6 （1月）    | 5.1 （1月）     | 5.7 （1月）   | 7.0 （1月）     | 7.1 （1月）     | 7.4 （1月）     |
| 降水量 (mm)       | 最多月            | 433.5 （6月）   | 403.0 （6月） | 426.2 （6月）   | 549.5 （6月） | 505.0 （6月）     | 439.0 （6月）   | 502.1 （6月）   | 442.9 （6月） | 478.4 （6月） | 432.5 （6月） | 432.5 （6月）  | 505.9 （6月）   | 521.6 （6月） | 424.0 （6月）   | 455.7 （6月）   | 413.1 （6月）   |
| 降水量 (mm)       | 最少月            | 90.0 （12月）   | 68.5 （12月） | 67.2 （12月）   | 54.2 （12月） | 64.5 （12月）     | 78.4 （12月）   | 50.1 （12月）   | 67.5 （12月） | 74.4 （12月） | 70.0 （1月）  | 70.0 （12月）  | 51.2 （12月）   | 62.3 （12月） | 52.3 （12月）   | 51.9 （12月）   | 58.6 （12月）   |
| 平年值 （月单位） | 平年值 （月单位） | 大隅地方        | 大隅地方      | 薩南诸岛        | 薩南诸岛      | 薩南诸岛          | 薩南诸岛        | 薩南诸岛        | 薩南诸岛      | 薩南诸岛      | 薩南诸岛      | 薩南诸岛       | 薩南诸岛        | 薩南诸岛      | 薩南诸岛        | 薩南诸岛        | 薩南诸岛        |
| 平年值 （月单位） | 平年值 （月单位） | 大隅地方        | 大隅地方      | 种子岛          | 种子岛        | 种子岛            | 屋久岛          | 屋久岛          | 吐噶喇列岛    | 喜界岛        | 奄美大岛      | 奄美大岛       | 奄美大岛        | 德之岛        | 德之岛          | 冲永良部岛      | 与论岛          |
| 平年值 （月单位） | 平年值 （月单位） | 肝付町 内之浦   | 锦江町 田代   | 西之表市 种子岛 | 中种子        | 南种子町 上中     | 屋久岛          | 屋久岛町 尾之间 | 十岛村 中之岛 | 喜界町 喜界岛 | 奄美市 笠利   | 奄美市 名瀬    | 濑户内町 古仁屋 | 天城          | 伊仙            | 和泊町 冲永良部 | 与论町 与论岛   |
| 平均 气温 (°C)    | 最暖月            | 27.1 （8月）    | 25.3 （8月）  | 27.8 （8月）    |               | 26.4 （8月）      | 26.9 （8月）    | 27.4 （8月）    |               |               |               | 28.4 （7月）   | 28.0 （7月）    |               | 27.9 （7月）    | 28.2 （7、8月） |                 |
| 平均 气温 (°C)    | 最寒月            | 8.8 （1月）     | 6.5 （1月）   | 11.5 （1月）    |               | 10.4 （1月）      | 11.4 （1月）    | 12.5 （1月）    |               |               |               | 14.6 （1月）   | 14.8 （2月）    |               | 14.7 （1、2月） | 16.1 （2月）    |                 |
| 降水量 (mm)       | 最多月            | 532.0 （6月）   | 446.5 （6月） | 416.4 （6月）   |               | 520.3 （6月）     | 697.1 （6月）   | 545.8 （6月）   |               | 258.3 （6月） |               | 401.2 （6月）  | 311.2 （6月）   |               | 271.4 （6月）   | 264.2 （6月）   | 197.1 （5月）   |
| 降水量 (mm)       | 最少月            | 66.5 （12月）   | 67.9 （12月） | 84.7 （12月）   |               | 110.9 （12月）    | 230.4 （12月）  | 94.6 （12月）   |               | 91.4 （12月） |               | 158.2 （12月） | 84.3 （12月）   |               | 87.0 （12月）   | 100.1 （12月）  | 80.0 （12月）   |

### 自然公园
- 国立公园
  - 雾岛锦江湾国立公园、屋久岛国立公园、云仙天草国立公园、奄美群岛国立公园
- 国定公园
  - 日南海岸国定公园
  - 县立自然公园
  - 阿久根县立自然公园、吹上浜县立自然公园、藺牟田池县立自然公园、坊野间县立自然公园、川内川流域县立自然公园、高隈山县立自然公园、大隅南部县立自然公园、甑岛县立自然公园、吐噶喇列岛县立自然公园

### 世界遗产

#### 自然遗产
- 屋久岛（屋久岛町） - 1993年注册
- 奄美·德之岛【奄美大岛、德之岛、冲绳岛北部及西表岛】（奄美市、大和村、宇检村、濑户内町、德之岛町、天城町、伊仙町） - 2021年注册

#### 文化遗产
- 明治日本的产业革命遗产 制铁·制钢、造船、煤炭产业 - 2015年注册
  - 区域2 鹿儿岛（鹿儿岛市）
    - 2-1 旧集成馆
      - 旧集成馆反射炉遗址
      - 旧集成馆机械工厂
      - 旧鹿儿岛纺织所技师馆

    - 2-2 寺山炭窑遗址
    - 2-3 关吉的疏水沟

### 拉姆萨尔公约注册地区
- 藺牟田池（薩摩川内市） - 2005年11月8日注册
- 屋久岛永田浜（屋久岛町） - 2005年11月8日注册
- 出水鹤越冬地 - 2021年11月18日注册[2][3]

## 历史

### 史前时代
大约在2万4000年前，姶良卡尔德拉发生了大爆发。此时喷出的火山灰被称为姶良Tn火山灰，这层火山灰远至北海道都能看到。在南九州地区，由于入户火砾流等作用，形成了西拉斯台地。
1924年（大正13年），在指宿市的桥牟礼川遗址首次发现了绳文土器。大约6300年前的阿贺火山灰层以下被认定为绳文时代。
在种子岛的立切遗址（たちきり、熊毛郡中种子町），在3万1000年前的火山灰层中发现了磨石、敲石、砾群、烧土、土坑等遗迹。这些被认为是后期旧石器时代人的营地。
到2005年（平成17年），在旧石器时代遗址已发现约40处。如大约1万1000年前的扫除山遗址（鹿儿岛市），大约1万2000年前的栫ノ原遗址（南萨摩市），大约9500年前的上野原遗址（霧島市）等，这些遗址被认为是日本国内最古老的定居遗址。

### 古代
在古坟时代的4世纪末至5世纪前半，肝属郡东串良町的唐仁大冢古坟（唐仁古坟群）和曾於郡大崎町的神领古坟群等在大隅半岛的志布志湾周围出现了与畿内王权关系密切的首领势力，建造了前方后圆坟。同时期的薩摩半岛，在4世纪代出现了日本列岛西南端的古坟——南萨摩市的奥山古坟（圆坟）。在5世纪后半，指宿市出现了日本最南端的古坟——弥次ヶ湯古坟（圆坟）。日本最南端的前方后圆坟是肝属郡肝付町的塚崎古坟群51号坟（花牟礼古坟）。
在这个时期的鹿儿岛县内，还出现了以大隅半岛为中心的地下式横穴墓和薩摩郡萨摩町的别府原古坟群等分布在北萨地区的板石积石棺墓（地下式板石积石室墓），曾被称为“隼人的墓制”。但随着1990年代以来在鹿儿岛县内对古坟的调查和研究进展，认为飞鸟、奈良时代的隼人与古坟时代的考古资料直接相关的观点受到了质疑，今天几乎没有人再将这些地下式墓制视为“隼人的墓”。
从飞鸟、奈良时代进入7世纪末以后，薩摩和大隅地区的部分居民被称为“隼人”。随着律令制国家的成立，隼人逐渐被纳入中央的律令制。朝廷从太宰府派兵，于702年（大宝2年）设立唱更国（后来的薩摩国），并从丰前国派遣人民至713年（和铜6年）设立的大隅国，以建立朝廷的统治体制。对此，从7世纪末到8世纪前期发生了四次大的叛乱，其中最大的是720年（养老4年）- 721年（同5年）的隼人之乱，最终被平定。平定后的隼人直到9世纪初期都以朝贡的形式向朝廷进贡，随后全面施行班田收授法。在此期间和之后的7 - 8世纪间，遣唐使船的往来（南方航路）及南方岛屿（如奄美、球美、信觉等）向朝廷朝贡的活动也有所增加。
在1026年（万寿3年），大宰大监平季基在日向的都城首次开垦岛津庄。薩摩和大隅也进行了开垦，成为日本国内规模最大的庄园之一。称为桓武平氏流的镇西平氏和薩摩平氏、河边氏控制南九州，逐渐成为国人。

### 中世纪
在镰仓时代的1185年（文治元年），岛津氏的祖先岛津忠久被任命为岛津庄下司职，岛津氏逐渐独占了薩摩国、大隅国和日向国的守护职务，在战国时代期间，岛津氏成为战国大名。南九州的薩摩、大隅、日向被称为“三州”，岛津氏在战国时期被称为“三州的太守”。然而，大隅国和日向国的守护职务因参与比企能员之变而早期被没收，岛津氏完全控制鹿儿岛县本土是进入安土桃山时代之后的事情，三州的统一仅限于1577年（天正5年）之后的十年左右。
中世纪期间，坊津、内之浦等作为贸易港与中国、朝鲜、东南亚地区进行频繁的交易，同时在南西诸岛地区也成为了像肥前（长崎县）一样的倭寇活动基地。
- 1543年（天文12年），葡萄牙船漂流至种子岛，带来了火枪。六年后，薩摩出身的前渔夫安吉罗在马六甲（今马来西亚）遇到了方济·沙勿略，并引导他到达鹿儿岛，传播基督教。
- 1574年（天正2年），大隅的肝付氏向岛津氏投降，岛津氏统一了鹿儿岛县本土（薩摩、大隅）[12]。
- 1577年（天正5年），岛津氏将伊东氏驱逐出日向，基本统一了三州[13][12]。
- 1587年（天正15年），岛津义久几乎征服了整个九州，但最终向丰臣秀吉投降，其领地被压缩至薩摩、大隅和日向（诸县郡）[14]。

### 近世
- 1609年（庆长14年），薩摩藩进攻琉球，琉球王国服属，奄美群岛被纳入领土，成功发展了砂糖业，获取巨额利润。
- 1779年（安永8年），樱岛喷发（安永大喷发）。
- 幕末时期，江户幕府（德川家）与岛津家结为姻亲，并联合水户藩、越前藩等公武合体派，成为雄藩。此外，岛津家与近卫家自古以来的联系使其深受朝廷信任。在后来的讨幕运动中，薩摩藩成为官军（政府军）的主力，与长州藩、土佐藩等一起推动了明治维新的成功，培养了众多维新元勋。

### 近现代
- 1871年（明治4年） - 废藩置县，鹿儿岛县成立，范围包括薩摩、大隅、日向三国中的薩摩藩。同年11月14日（新历12月25日），分离本土部分成立都城县。
- 1872年（明治5年） - 琉球分离，成立琉球藩。
- 1873年（明治6年）1月15日 - 宫崎县（初代）成立，分离都城县的大隅国部分并入鹿儿岛县。旧日向国的地区（现志布志市、大崎町等）归属宫崎县。
- 1876年（明治9年）8月21日 - 合并宫崎县。

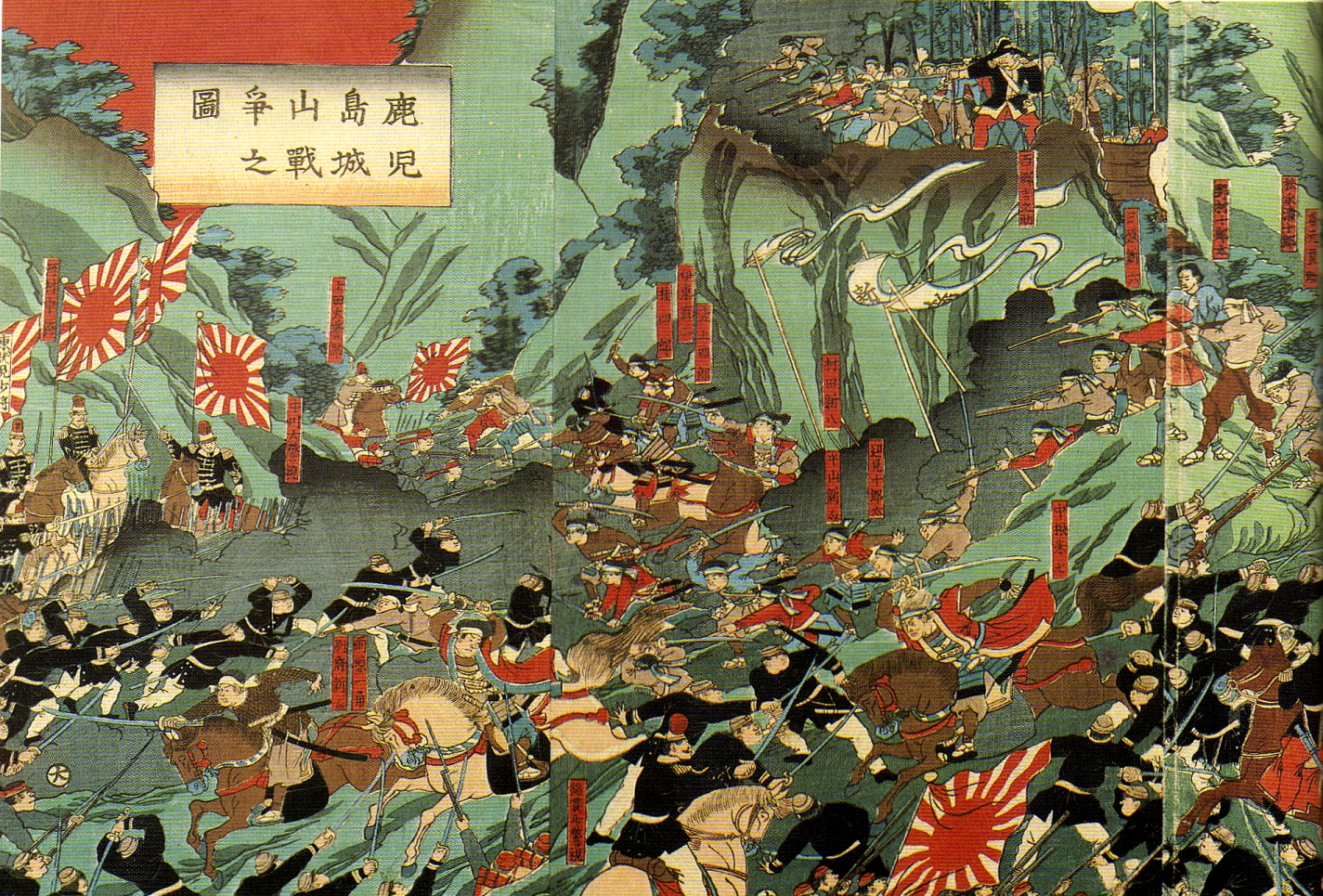
城山之战（西南战争）

- 1877年（明治10年） - 西乡隆盛被不满的武士拥立，对新政府发动叛乱（西南战争）。尽管如此，驻扎在东京的薩摩藩出身者构成了薩长藩阀政府，对明治时代的政治产生了重大影响。尽管叛乱使当地遭受破坏，但在1894年（明治27年）担任知事的加纳久宜的治理下得以恢复，奠定了今天鹿儿岛县的基础。
- 1880年（明治13年） - 鹿儿岛县议会召开[15]
- 1882年（明治15年） - 鹿儿岛新闻（南日本新闻的前身）创刊
- 1883年（明治16年）5月9日 - 宫崎支厅一带的分县运动导致宫崎县再次成立（参见宫崎县#宫崎县再置）。然而，诸县郡的志布志、松山、大崎（现志布志市、大崎町及曽於市的一部分）留在鹿儿岛县，并在同年6月分离为南诸县郡。
- 1889年（明治22年）4月1日 - 鹿儿岛市施行市制，县本土、甑岛列岛、种子岛和屋久岛施行町村制。除鹿儿岛市外，其他全部作为“村”成立。大部分沿袭了薩摩藩的区划“外城（郷）”。
- 1901年（明治34年） - 第七高等学校造士馆（鹿儿岛大学的前身）成立[15]
- 1908年（明治41年） - 在奄美群岛及现十岛村、三岛村施行岛屿町村制
- 1909年（明治42年） - 铁路鹿儿岛本线、现肥萨线路线（经由人吉）全线通车，从门司站到鹿儿岛站[15]。
- 1912年（明治45年） - 加治木村施行町制成为加治木町（现姶良市），为县内首个施行町制的村。

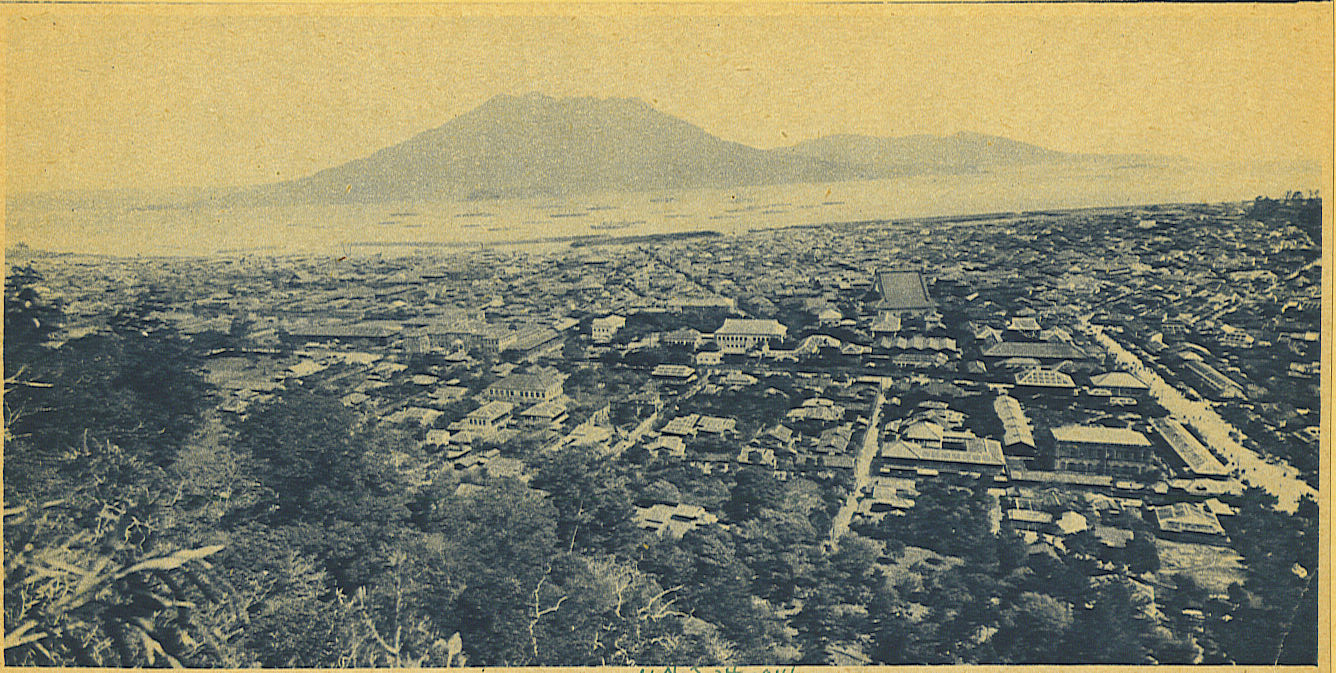
1914年樱岛的大正大喷发

- 1914年（大正3年） - 樱岛喷发，樱岛与大隅半岛相连（参见樱岛的大正大喷发）[15]
- 1934年（昭和9年） - 霧岛国立公园（2012年以后为霧岛锦江湾国立公园）成立[15]
- 1935年（昭和10年） - NHK鹿儿岛放送局开始广播[15]
- 1938年（昭和13年）10月15日 - 台风接近造成大洪灾，姶良村、高山町、内之浦町等地约400人死亡或失踪[16]。
- 1940年（昭和15年） - 川内町施行市制成为川内市（现萨摩川内市）[15]（县内除1889年施行市制的鹿儿岛市外的首个市）。
- 1945年（昭和20年） - 北纬30度以南的地区置于美军军政之下。枕崎台风袭击[15]
- 1951年（昭和26年） - 露丝台风袭击[15]
- 1952年（昭和27年） - 吐噶喇列岛回归日本，十岛村从美军军政过渡至地方自治法的十岛村。日本行政权下的十岛村更名为三岛村，并将边界更改至北纬30度以北[17]。

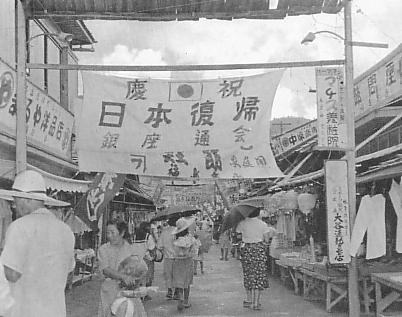
奄美群岛重归日本

- 1953年（昭和28年） - 奄美群岛重归日本。县内首个民间广播电台，南日本广播（现南日本放送）开始广播。
- 1957年（昭和32年） - 鹿儿岛机场在鹿儿岛市鸭池开港[15]
- 1958年（昭和33年） - NHK鹿儿岛放送局开始模拟电视广播
- 1968年（昭和43年） - 举办鹿儿岛县明治百周年纪念典礼，皇太子夫妇访问[18]
- 1970年（昭和45年） - 在内之浦宇宙空间观测所发射日本首颗人造卫星大隅號[15]
- 1971年（昭和46年） - 与岐阜县缔结姐妹县关系，源于宝历治水事件。
- 1972年（昭和47年） - 举办太阳国体[15]。鹿儿岛机场从鹿儿岛市鸭池迁至溝辺町（霧島市）。
- 1975年（昭和50年） - 在种子岛宇宙中心首次成功发射人造卫星菊1号[15]。
- 1983年（昭和58年） - 川内核电站开始运营[15]
- 1984年（昭和59年） - 铁路鹿儿岛交通枕崎线（南萨线）废止[15]。
- 1986年（昭和61年） - 鹿儿岛监狱从鹿儿岛市迁至吉松町（涌水町）[15]（原址改为鹿儿岛竞技馆）
- 1987年（昭和62年） - 国铁宫之城线、大隅线、志布志线废止[15]。
- 1988年（昭和63年） - JR山野线废止[15]。
- 1993年（平成5年） - 屋久岛被列入世界自然遗产。平成5年8月暴雨引发8.6水灾[15]。
- 1994年（平成6年） - 除县章外，还制定了象征标志。
- 1995年（平成7年） - 九州高速公路全线通车，连接门司和鹿儿岛[15]
- 1996年（平成8年） - 鹿儿岛县政府大楼迁至现址
- 2004年（平成16年） - 九州新干线鹿儿岛路线开通鹿儿岛中央站-新八代站。平行在来线肥萨橙铁道开通。
- 2011年（平成23年） - 新八代站-博多站开通，九州新干线鹿儿岛路线全线开通。
- 2014年（平成26年） - 东九州高速公路鹿屋串良交汇处和大隅纵贯道（串良鹿屋道路）开通，县都鹿儿岛市与县内第二、第三大城市霧島市、鹿屋市均通过高速公路连接[19]。
- 2015年（平成27年） - 集成馆事业相关设施被列入世界文化遗产“明治日本的产业革命遗产 制铁·制钢、造船、煤炭产业”。
- 2020年（令和2年） - 新冠病毒病大流行，原定于当年举办的第75回国民体育大会“燃ゆる感动かごしま国体”延期至2023年（国体史上首次延期）。2023年原定在佐贺县举办的第78回国民体育大会及第23届全国障碍者体育大会（SAGA2023）推迟一年举办。
- 2021年（令和3年） - 奄美大岛、德之岛被列入世界自然遗产“奄美大岛、德之岛、冲绳岛北部及西表岛”。
- 2023年（令和5年） - 特别国民体育大会“燃ゆる感动かごしま国体”及特别全国障碍者体育大会“燃ゆる感动かごしま大会”举办，举办全国高等学校综合文化祭。

## 人口
1955年（昭和30年），鹿儿岛县人口超过200万人，但到2023年减少至约156万人。尽管总和生育率显著高于全国平均水平，但仍未达到人口更替水平，同时由于社会人口减少，人口下降率较大。鹿儿岛市及其郊区如姶良市等地人口减少非常缓慢，但其他地区总体上人口减少率较高，集中化趋势明显。

鹿儿岛县市町村人口增减率分布图（根据2005年和2010年国势调查计算）
增加
0.0 - 2.49 %
减少
0.0 - 2.5 %
2.5 - 5.0 %
5.0 - 7.5 %
7.5 - 10.0 %
10.0 % 以上

| 增加 0.0 - 2.49 % | 减少 0.0 - 2.5 % 2.5 - 5.0 % 5.0 - 7.5 % 7.5 - 10.0 % 10.0 % 以上 |

## 政治

### 县政

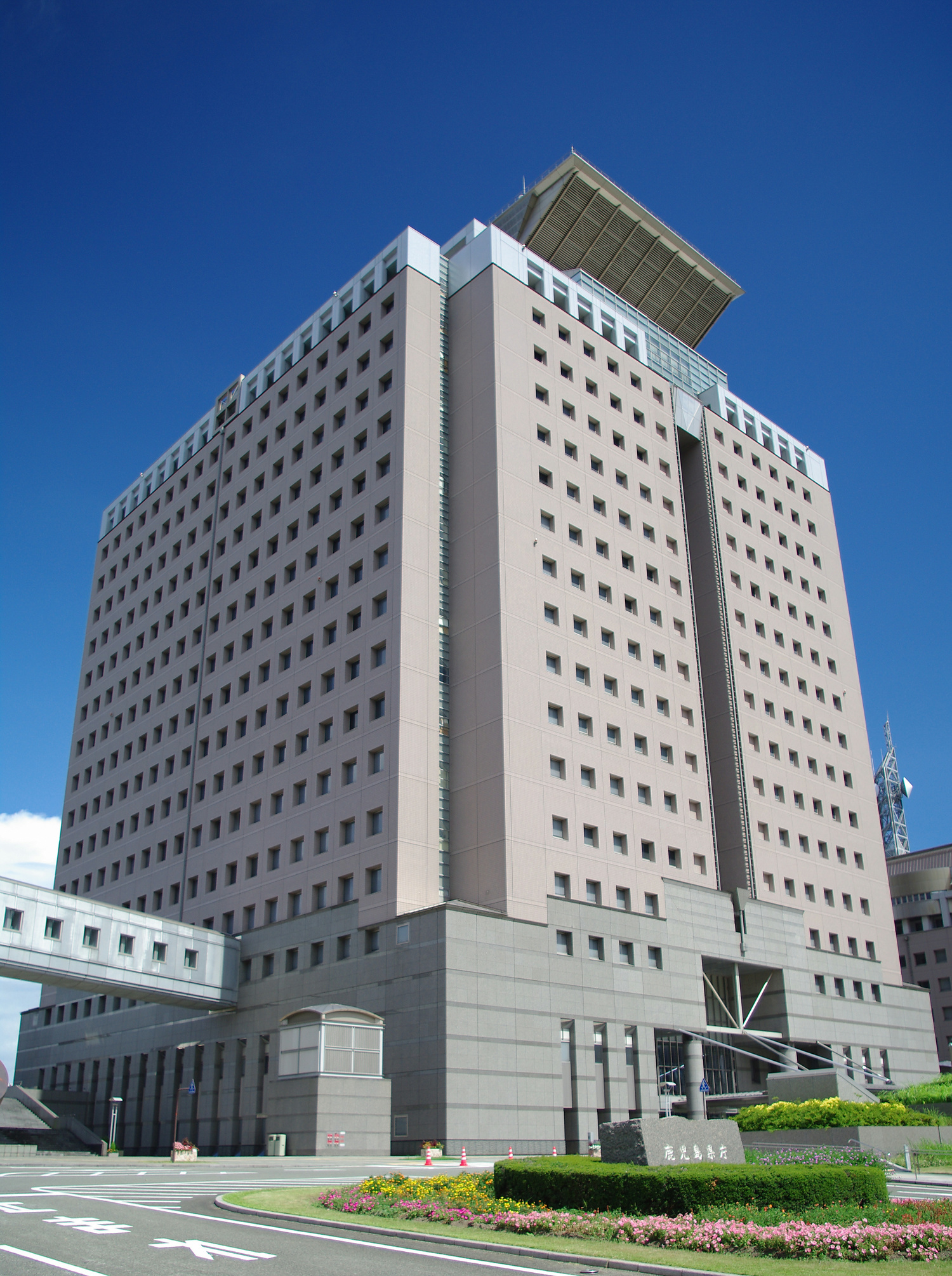
县政府办公楼

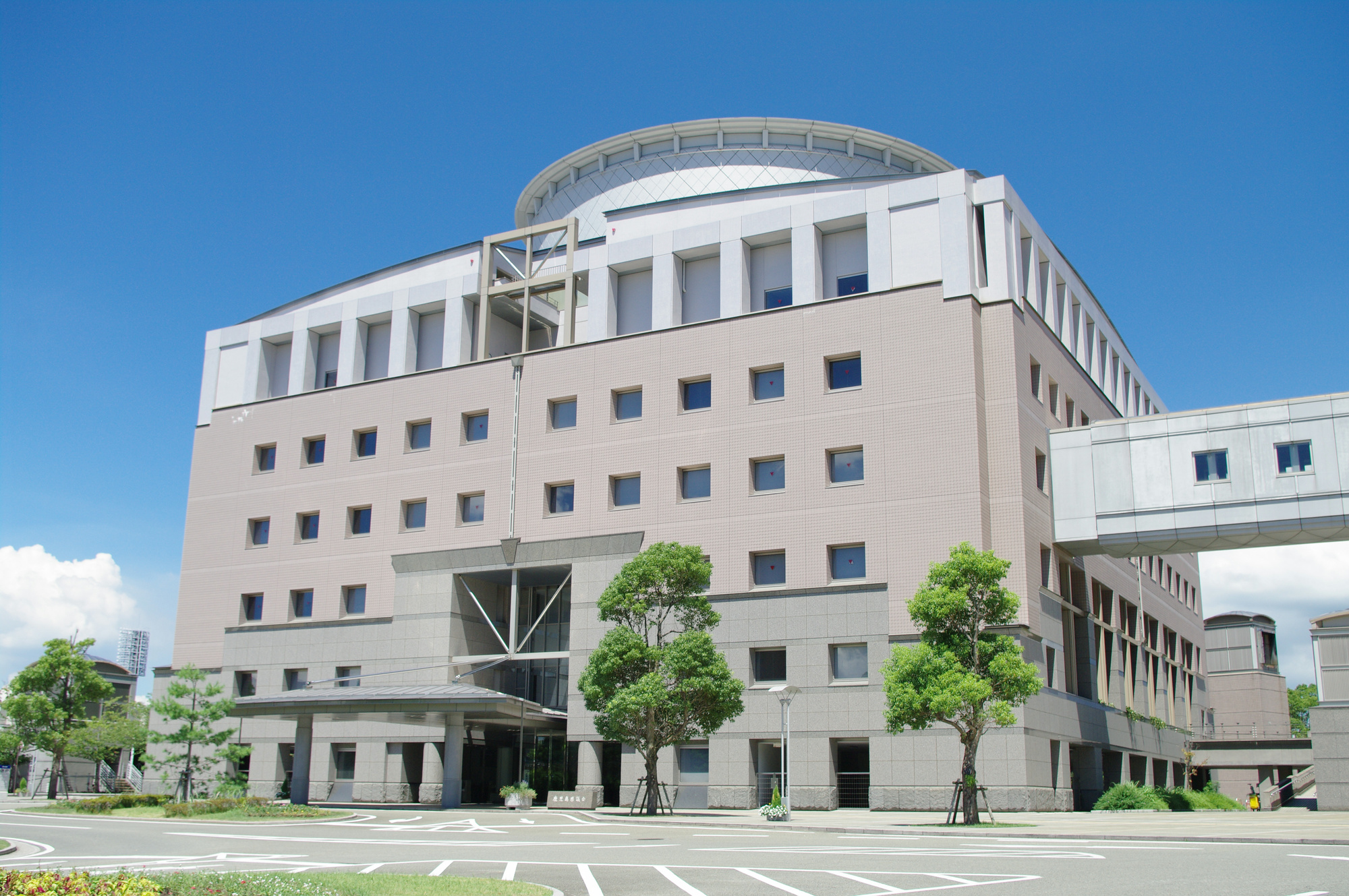
县议会办公楼

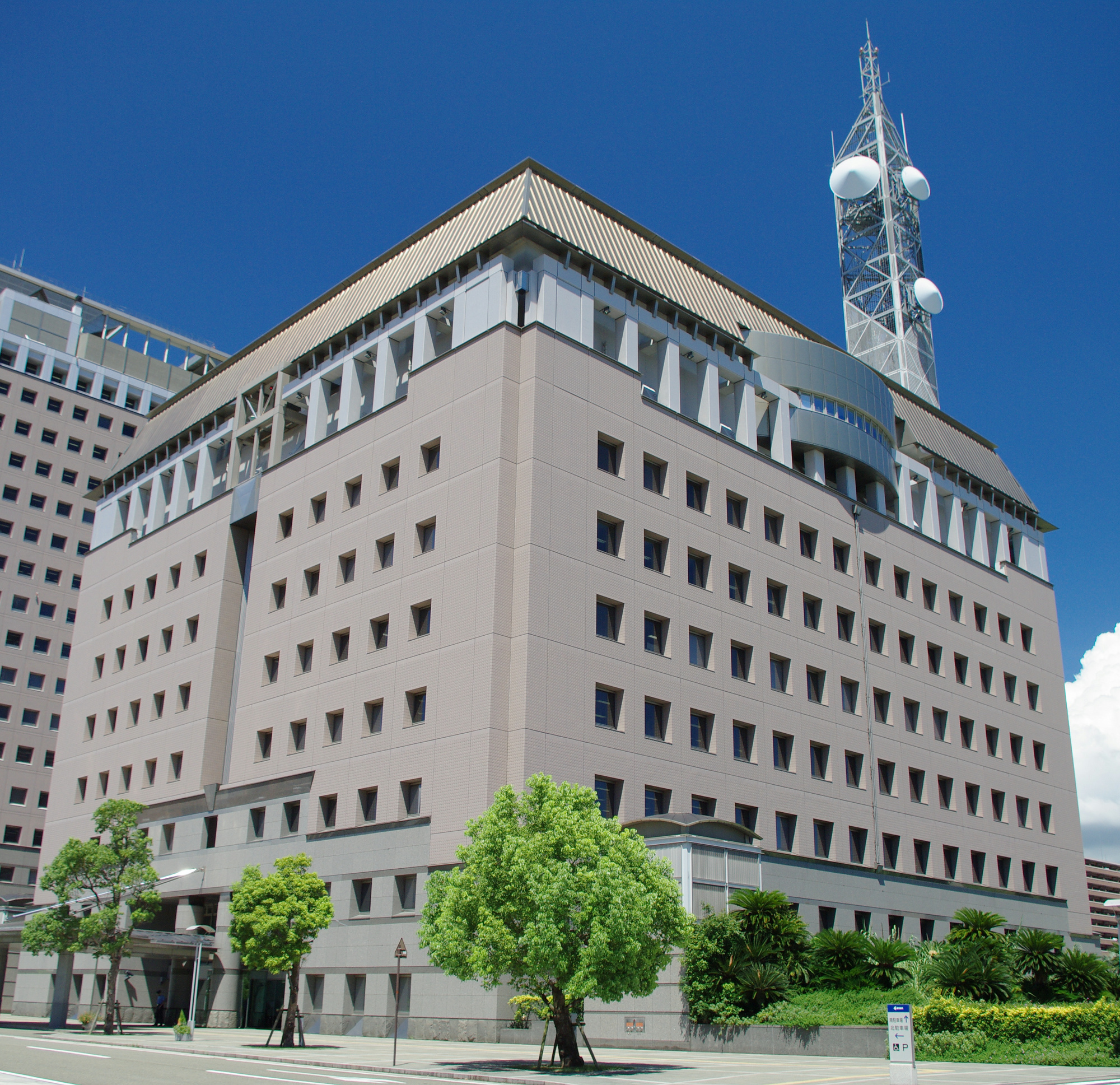
县警察总部

- 知事: 盐田康一（しおた こういち，第一期）

#### 财政

##### 2012年度（平成24年）
- 标准财政规模 4728亿9602万日元
- 财政力指数 0.29（都道府县平均 0.46）
  - E组（财政力指数0.2以上，0.3未满）11个自治体中排名第3
  - 鹿儿岛县率先进入老龄化社会，同时拥有外海离岛和半岛，社会资本建设滞后（行政成本高的偏远地区多），导致财政需求增加。根据2012年3月制定的“行财政策战略”，继续致力于建立可持续的行财结构。
- 经常收支比率 97.0%（都道府县比率 94.6%）
  - 财政僵化
- 将来负担比率 235.6%（都道府县比率 210.5%）
- 实际公债费用比率 16.7%（都道府县平均 13.7%）
- 每10万人口公务员数 1422.19人（都道府县平均 1110.90人）
- 拉斯佩尔指数 105.8（都道府县平均 107.4）
- 地方债余额
  - 普通会计地方债余额 1兆7215亿5100万日元
  - 特别会计地方债（企业债）余额 503亿600万日元

##### 2011年度（平成23年）
- 财政力指数 0.29（都道府县平均 0.47）
  - E组（财政力指数0.2以上，0.3未满）9个自治体中排名第2

#### 县内设施
- 鹿儿岛县立鸭池棒球场
- 鸭池市民棒球场
- 鹿儿岛县立鸭池田径场 - 磐田喜悦、东芝勇士的训练营地
- 鹿儿岛友爱体育公园 - 清水心跳、鸟栖砂岩的训练营地
- 霧島市国分運動公園田径场 - 京都不死鸟、广岛三箭的训练营地
- 太阳竞技场萨摩川内

#### 形象角色
- ぐりぶー - 鹿儿岛县的PR角色（吉祥物）
  - 最初是2011年举办的全国都市绿化鹿儿岛节 花鹿儿岛2011的吉祥物。

### 国政

#### 国会
众议院设有4个小选区。参议院则全县构成1个选区。

#### 外国相关设施
- 捷克政府观光局日本代表处 霧島市溝辺町麓876-15霧島高原啤酒公司内

#### 自卫队
防卫省
- 陆上自卫队
  - 国分驻屯地
  - 川内驻屯地
- 海上自卫队
  - 奄美基地
  - 鹿屋航空基地
- 自卫队鹿儿岛地方合作本部

## 经济·产业

### 产业

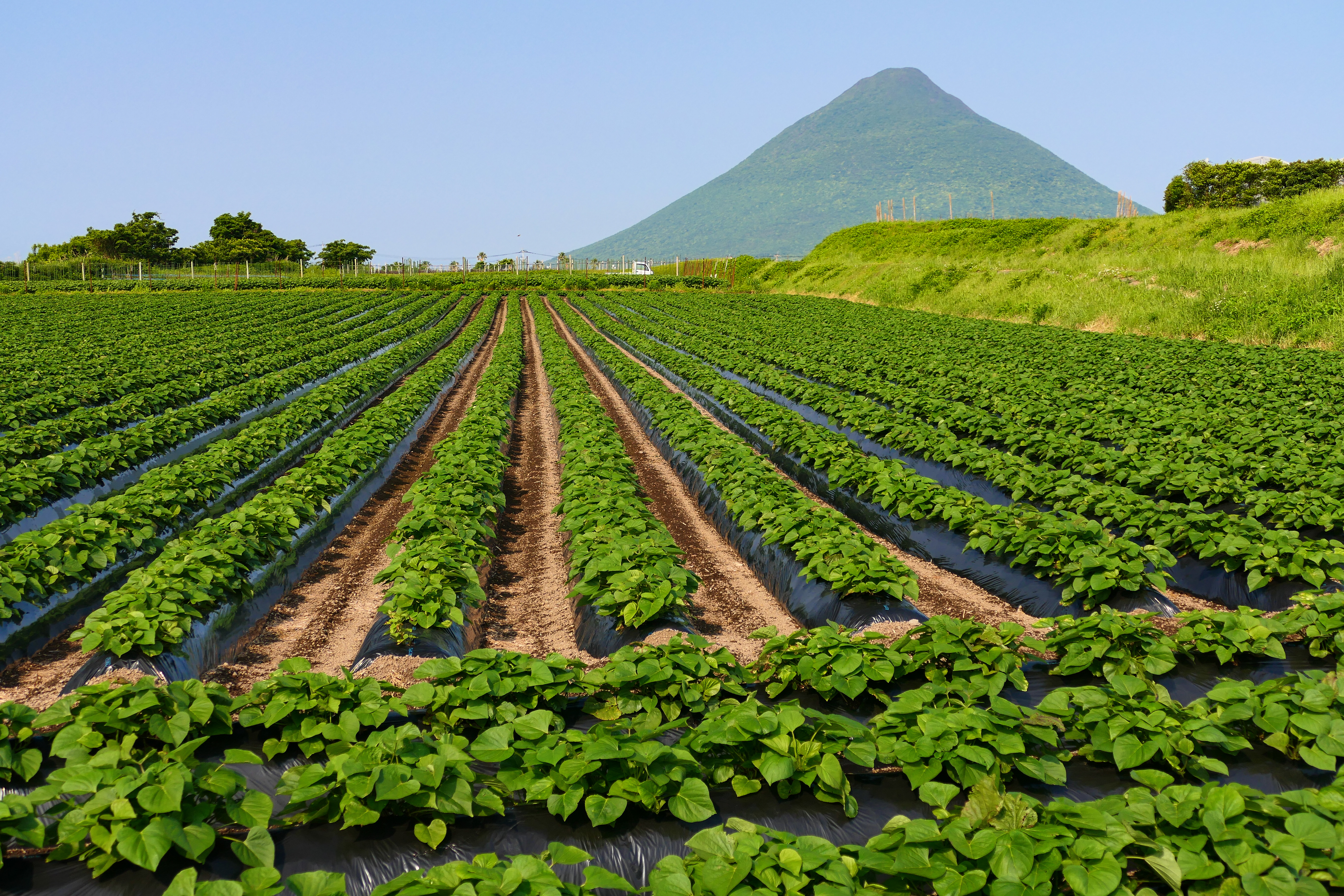
指宿市的红薯田和开闻岳（2023年5月）

- 鹿儿岛县是日本著名的农业县。主要农产品包括红薯、四季豆、茶叶（鹿儿岛茶）等[20]。
- 鹿儿岛县传统上以烧酒酿造业著称，县内的酿酒厂几乎都以烧酒为主要产品。
- 养猪业是鹿儿岛县的代表性产业（在东京都内，提到鹿儿岛，80%的人会联想到猪），其收益约为820亿日元，是县内主要产业。鹿儿岛县养猪数量约为140万头（不包括宠物用的小猪），其中黑猪的比例逐年增加，2009年（平成21年度）黑猪数量已恢复至母猪的38%。但由于1973年（昭和48年）的白黑论争，一度濒临绝种，1985年（昭和60年）黑猪比例降至3%。
- 与静冈县齐名，柴鱼干生产也很活跃，特别是枕崎市的特产[21]。
- 在大隅地区，鳗鱼养殖非常盛行，尽管知名度较低，但其鳗鱼产量居全国第一。
- 在商业方面，当地资本传统上影响力较强。

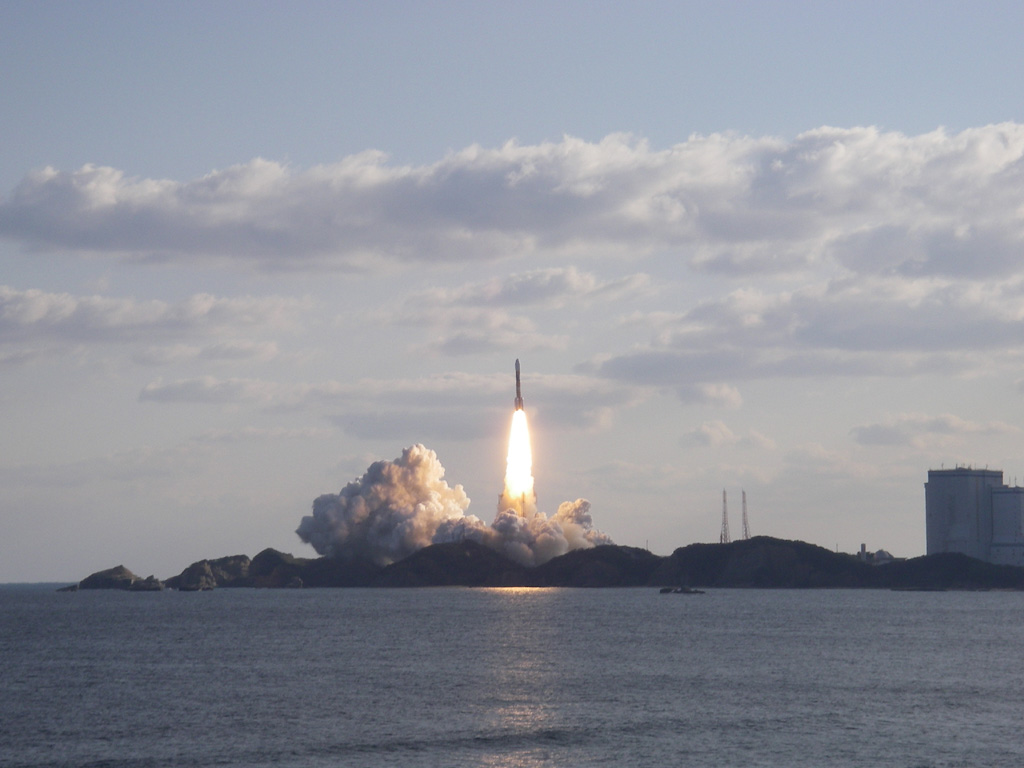
H-IIA火箭发射（种子岛宇宙中心）

- 县内各地设有宇宙相关的研究设施。由于行政改革，这些设施目前由宇宙航空研究开发机构 (JAXA) 运营[22]。
  - JAXA种子岛宇宙中心
  - JAXA增田宇宙通信所
  - JAXA内之浦宇宙空间观测所

### 金融
鹿儿岛县的指定金融机构是鹿儿岛银行。鹿儿岛市以及县内主要城市都指定鹿儿岛银行为金融机构，但全县范围内很多市町村指定农业协同组合为金融机构，这在其他县很少见。

### 县内有总部或工厂的企业

#### 工厂
- 卡乐比九州公司（鹿儿岛市）
- 太平洋谷物中心（鹿儿岛市）
- 京瓷（霧島市、萨摩川内市）
- 索尼半导体鹿儿岛技术中心（霧島市）
- 丰田车体研究所（霧島市）
- 发那科（霧島市）
- 阿尔巴克（霧島市）
- 中越纸浆工业（萨摩川内市）
- 普利玛火腿（市来串木野市）
- 日本特殊陶业（萨摩町）
- 日本莫仕连接器（鹿屋市）
- 樱花蜡笔鹿儿岛工厂（鹿屋市）

#### 矿山
- 住友金属矿山（伊佐市菱刈）

#### 总部
- 新日本科学（鹿儿岛市）

### 县内设有总部的企业

#### 制造业
- Yupiteru鹿儿岛（霧島市）
- 池田面包（姶良市）
- 日本淀粉工业（鹿儿岛市）
- 鹿儿岛熔材（鹿儿岛市）
- 鹿儿岛氧气（鹿儿岛市）
- 健康家族（鹿儿岛市）
- 河内源一郎商店（鹿儿岛市）
- 霧島町蒸馏所（霧島市）
- 坂元酿造（鹿儿岛市）
- 本坊酒造（鹿儿岛市）
- 小正酿造（鹿儿岛市）
- 萨摩酒造（枕崎市）
- 滨田酒造（市来串木野市）
- 田崎酒造（市来串木野市）
- 若松酒造（市来串木野市）
- 森伊藏酒造（垂水市）
- 甲斐商店（伊佐市）
- 町田酒造（龙郷町）
- 朝日酒造（喜界町）
- 田苑酒造（萨摩川内市）
- 山元酒造（萨摩川内市）
- 萨摩氧气工业（鹿儿岛市）
- 日本瓦斯（鹿儿岛市）
- 日进印刷（鹿儿岛市）
- 光和瓦斯日本（鹿儿岛市）
- 南九州畜产工业（曾於市）
- 大隅肉类产业（垂水市）
- 阿克西斯（鹿儿岛市）
- 阿隆电机（萨摩町）
- 文明农机（日置市）
- 卡库依（鹿儿岛市）
- 星加食品（鹿儿岛市）
- 东丸（日置市）
- 鹿屋（鹿儿岛市）
- 美坂屋（市来串木野市）

#### 餐饮
- 康正产业（鹿儿岛市）
- 寿福产业（鹿儿岛市）
- 烤肉锅岛（鹿儿岛市）
- Misumi（鹿儿岛市）

#### 建设业
- 今别府产业（鹿儿岛市）
- 米盛建设（鹿儿岛市）

#### 金融业
- 鹿儿岛银行（鹿儿岛市）
- 南日本银行（鹿儿岛市）
- 鹿儿岛相互信用金库（鹿儿岛市）
- 鹿儿岛信用金库（鹿儿岛市）
- 鹿儿岛兴业信用组合（鹿儿岛市）
- 奄美大岛信用金库（奄美市）

#### 批发和零售业
- 高岛屋开发（鹿儿岛市）
- 新福（鹿儿岛市）
- 西木屋（鹿儿岛市）
- 正一电气（鹿儿岛市）
- 大和（萨摩川内市）
- 太阳（鹿儿岛市）
- 内部久永（鹿儿岛市）
- 加古伊电机（鹿儿岛市）
- 山形屋（鹿儿岛市）
- 西原商会（鹿儿岛市）
- 迫田（鹿儿岛市）
- 土佐屋（鹿儿岛市）
- 加根又总店（鹿儿岛市）
- 南九州全家（鹿儿岛市）
- 罗森南九州（鹿儿岛市）
- 南九州山田电机（鹿儿岛市）

#### 信息通信业
- 鹿儿岛法康中心（鹿儿岛市）
- 富士通鹿儿岛信息网（鹿儿岛市）
- 淵上印刷（鹿儿岛市）
- 前卫（鹿儿岛市）
- 南日本新闻（鹿儿岛市）

#### 服务（其他）
- 川商住宅（鹿儿岛市）
- 南国殖产（鹿儿岛市）
- 长岛商事（鹿儿岛市）
- 城山观光（鹿儿岛市）
- 岛津兴业（鹿儿岛市）
- 鹿儿岛水处理（鹿儿岛市）
- 西日本白蚁（鹿儿岛市）
- 岩崎产业（鹿儿岛市）
- 昂（鹿儿岛市）
- 南日本放送（鹿儿岛市）
- 鹿儿岛电视台（鹿儿岛市）
- 鹿儿岛广播（鹿儿岛市）
- 鹿儿岛读卖电视台（鹿儿岛市）
- 鹿儿岛FM（鹿儿岛市）
- 鹿儿岛联合FC（鹿儿岛市）
- 鹿儿岛雷柏奈兹（鹿儿岛市）

#### 交通・运输业
- 南国交通（鹿儿岛市）
- 鹿儿岛交通（鹿儿岛市）
- 岩崎巴士网络（鹿儿岛市）
- 鹿儿岛商船（鹿儿岛市）
- 市丸集团（鹿儿岛市）
- 科斯莫线（鹿儿岛市）
- 奄美海运（鹿儿岛市）
- 丸荣轮渡（奄美市）
- 马里克斯线（鹿儿岛市）
- 鹿儿岛海陆运输（鹿儿岛市）
- 折田汽船（鹿儿岛市）
- 日本航空通勤（霧島市）
- 西川集团（德之岛町）
- 株式会社S-Line九州（鹿儿岛市）

#### 教育
- 学校法人川岛学园（鹿儿岛市）
- 学校法人原田学园（鹿儿岛市）

### 医疗・福利
灾害重点医院
- 鹿儿岛县灾害重点医院

保育所
- 鹿儿岛县保育所列表

### 教育
| 大学 国立 - 鹿儿岛大学（鹿儿岛市） - 鹿屋体育大学（鹿屋市） 私立 - 鹿儿岛国际大学（鹿儿岛市） - 鹿儿岛纯心大学（原：鹿儿岛纯心女子大学）（萨摩川内市） - 志学馆大学（鹿儿岛市） - 第一工业大学（霧島市） 短期大学 公立 - 鹿儿岛县立短期大学（鹿儿岛市） 私立 - 鹿儿岛纯心女子短期大学（鹿儿岛市） - 鹿儿岛女子短期大学（鹿儿岛市） - 第一幼儿教育短期大学（霧島市） 通信制大学 - 放送大学 鹿儿岛学习中心（鹿儿岛市） 高等专门学校 - 鹿儿岛工业高等专门学校（霧島市） | 专修学校 - 鹿儿岛县专修学校列表 特别支援学校 - 鹿儿岛县特别支援学校列表 高等学校 - 鹿儿岛县高等学校列表 中学校 - 鹿儿岛县中学校列表 小学校 - 鹿儿岛县小学校列表 幼儿园 - 鹿儿岛县幼儿园列表 |

其他教育机构
农业大学校
- 鹿儿岛县立农业大学校（日置市）

职业能力开发短期大学校
- 川内职业能力开发短期大学校（萨摩川内市）

## 大众媒体

### 报纸
由于县内有许多偏远离岛，全国性报纸和县纸《南日本新闻》都会刊登当天和次日的电视和电台节目表。这些报纸从鹿儿岛市（南日本）、福冈市或北九州市（全国性报纸）空运或海运到离岛，最早可在当天中午前后送达，最迟则在当天下午或次日早晨送达。值得注意的是，《西日本新闻》和《西日本体育》于2018年3月31日停止在宫崎县和鹿儿岛县的发行。
| 地方报纸 - 南日本新闻（覆盖县全境以及部分宫崎县和熊本县） - 南海日日新闻（主要覆盖奄美群岛） - 奄美新闻（主要覆盖奄美群岛） - 鹿儿岛新报（2004年5月停刊） - 南九州新闻（主要覆盖大隅半岛，为晚报）（纸质版于2022年12月停刊，转为网络媒体） | 区域性报纸 - 西日本新闻鹿儿岛支局（2018年3月31日停止发行） 全国性报纸 - 读卖新闻鹿儿岛支局 - 朝日新闻鹿儿岛总局 - 每日新闻鹿儿岛支局 - 日本经济新闻鹿儿岛支局 |

### 杂志
- 《城镇信息鹿儿岛》
- 《LEAP》

### 电视台
- NHK鹿儿岛放送局（1958年开播）
- 南日本放送 (MBC)（JNN (TBS) 系列，1959年开播）
- 鹿儿岛电视台 (KTS)（FNN（富士电视台）系列，1969年开播）
- 鹿儿岛广播 (KKB)（ANN（朝日电视台）系列，1982年开播）
- 鹿儿岛读卖电视台 (KYT)（NNN（日本电视网）系列，1994年开播）

电视台外观
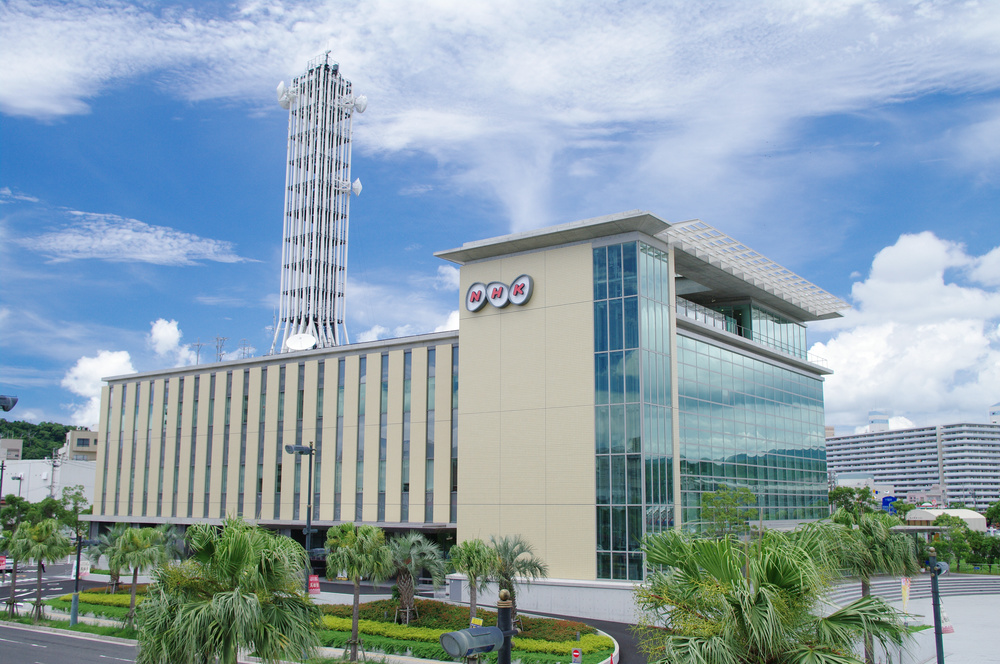
NHK鹿儿岛放送局
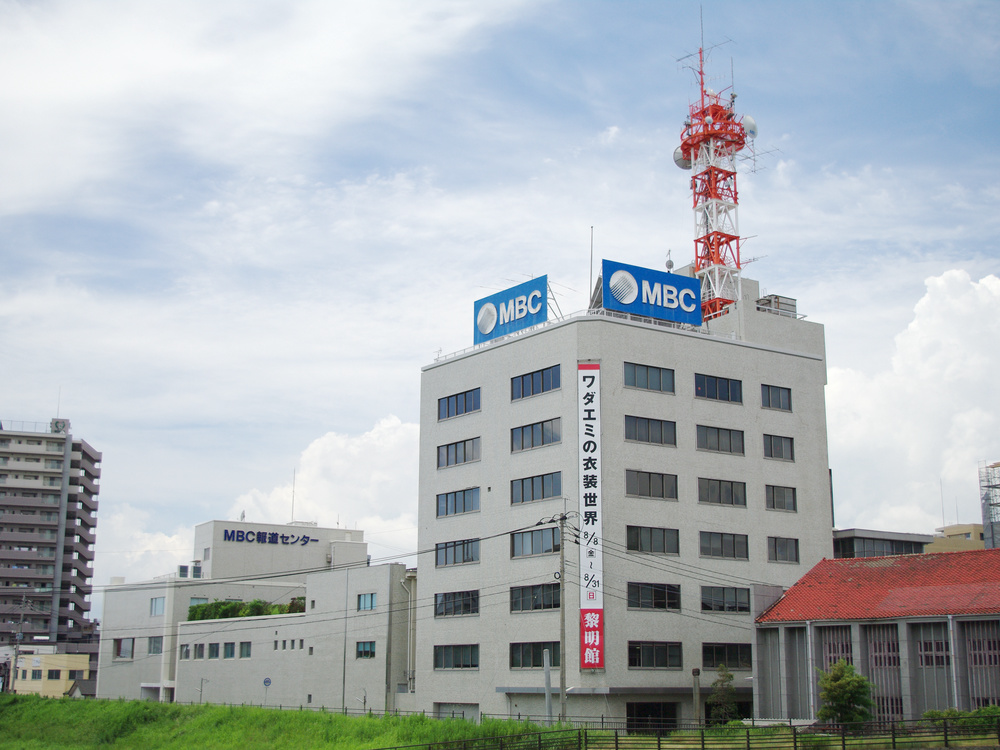
南日本放送 (MBC)
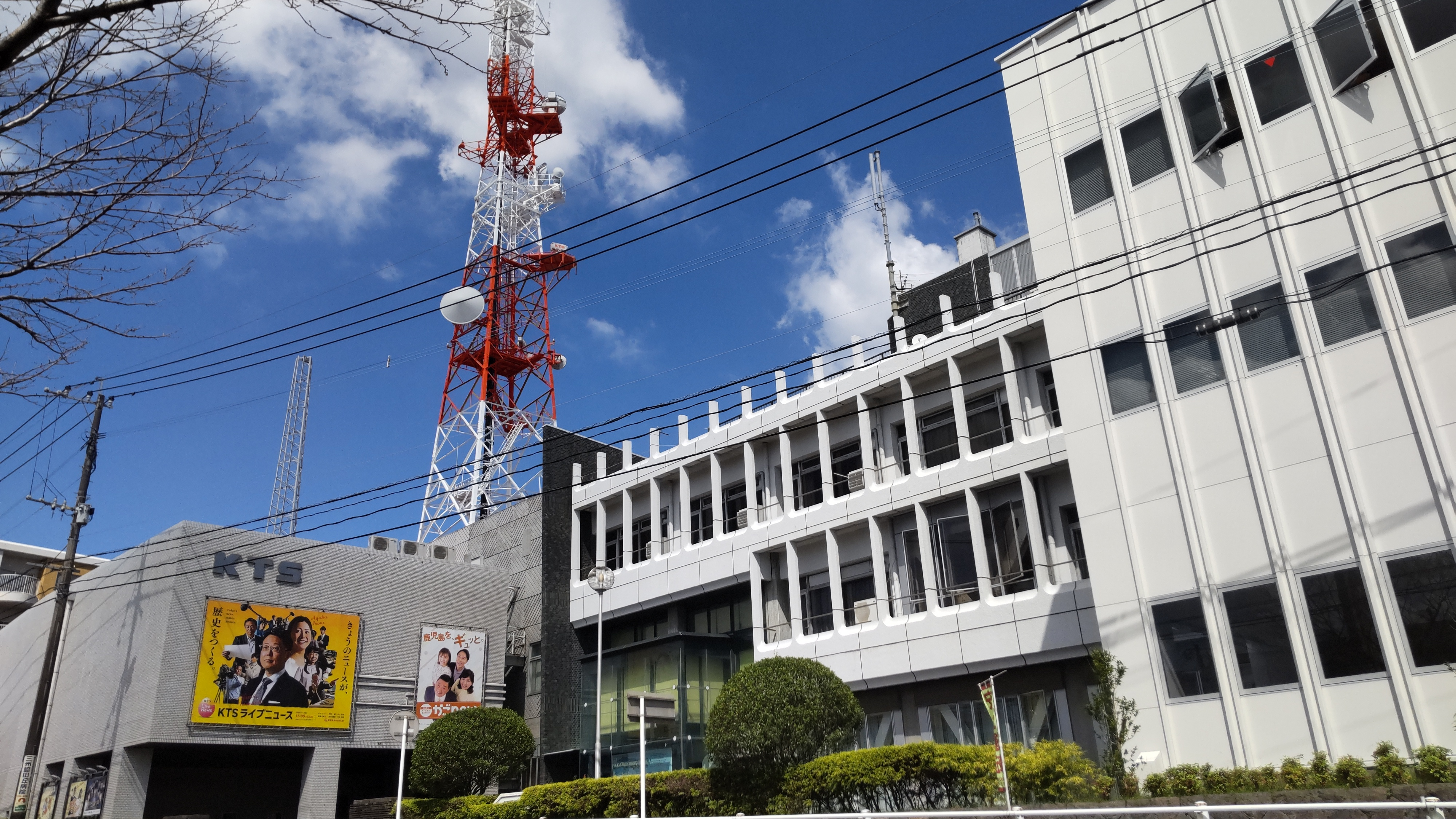
鹿儿岛电视台 (KTS)
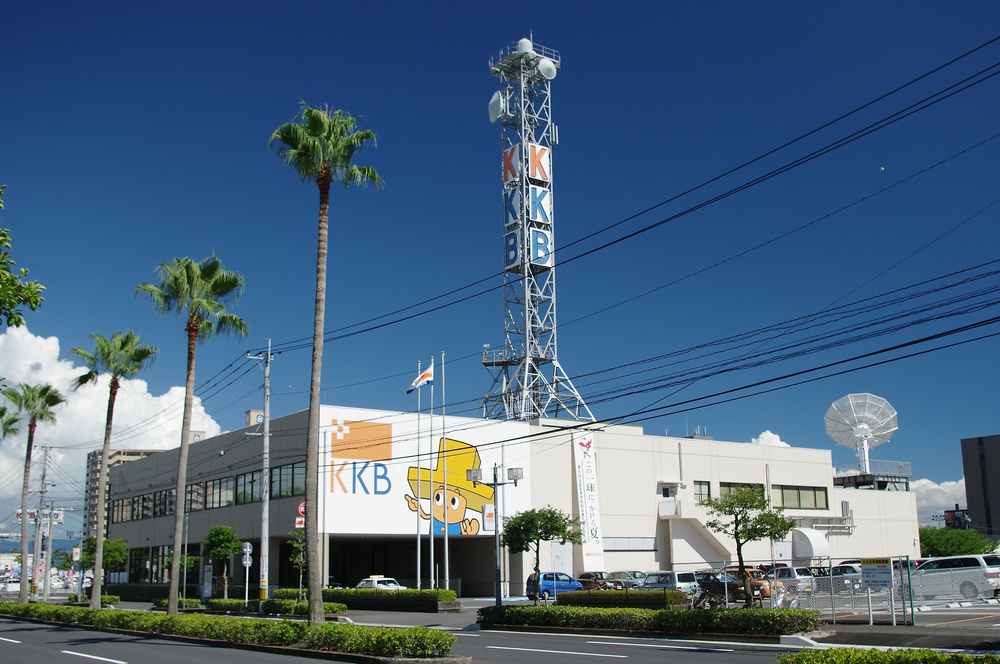
鹿儿岛广播 (KKB)
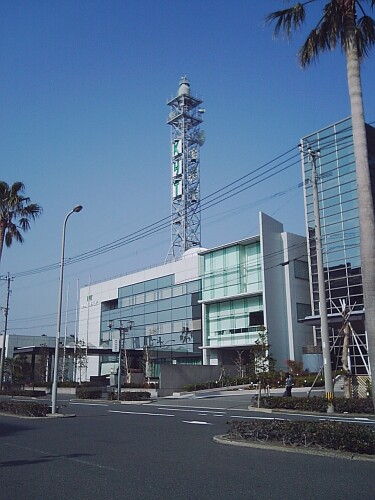
鹿儿岛读卖电视台 (KYT)

鹿儿岛县内有4家民营电视台，全部总部设在鹿儿岛市。虽然东京电视台系列（TXN）的电视台尚未开播，但县内民营电视台会延迟播出东京电视台的节目。
鹿儿岛市的紫原设有主台（参见鹿儿岛主台电视·FM广播站）。由于主台设在较低的位置，信号覆盖较差，县内各地每台有大约100个中继站。
所有民营电视台通常都会24小时全天候播放。
在接收区域外，出水市、阿久根市、长岛町等地可以接收到熊本县的电视台信号，大隅半岛则主要接收宫崎县的电视台信号，沖永良部岛和与论岛则可以接收到冲绳县的电视台信号。
地面数字电视广播于2006年12月在鹿儿岛主台开始播出，2007年10月在本土主要地区，2008年在奄美地方的中继站也开始正式播出。由于中继站建设费用高达约29亿日元（仅中之岛、名濑、濑户内、德之岛和知名的5个中继站就需约13亿8300万日元），2007年3月初之前奄美地方民营电视台的建设时间尚未明确。
地面数字电视广播的遥控键ID在全国唯一与东北地方的宫城县完全相同（系列一致），模拟电视的主台频道也与宫城县仙台市的频道相同，除了FNN系列和NNN系列。

### 电台
县域广播电台
- NHK鹿儿岛放送局（第一广播:576 kHz 第二广播:1386 KHz FM广播:85.6 MHz）
- 南日本放送（MBC广播、JRN・NRN系列）(AM:1107 KHz FM:92.8 MHz) - 县本土及种子岛可通过FM波接收。
- FM鹿儿岛 (μFM)（JFN系列）（79.8 MHz） - 大部分离岛无法接收广播信号。

NHK和MBC的AM电台（中波）都在霧島市隼人町设有发射台（参见隼人电台）。MBC广播和FM鹿儿岛可通过radiko在网络上收听，前提是判定为在鹿儿岛县内。
FM鹿儿岛于1992年开播，是九州最后一个开播的JFN系列电台。FM鹿儿岛未在离岛设立中继站，除非通过互联网（如radiko），否则无法收听该电台的节目，除非通过FMたつごう和FMうけん的部分节目重传。
AM电台设有FM补完中继站。MBC广播的鹿儿岛局频率为92.8MHz，于2014年12月获得许可，并于2015年1月开始正式广播。2015年11月，阿久根、枕崎、鹿屋的各中继站也开播，使得县本土几乎全境可接收。鹿儿岛、阿久根、枕崎、鹿屋的中继站在90MHz以上的频段发送信号，但2017年开设的蒲生和种子岛中继站在90MHz以下的频段发送信号。NHK鹿儿岛放送局的第一、第二广播在奄美地方及北萨地区设有FM波中继站（第二广播仅有德之岛和与论的2个中继站）。NHK电台的FM补完中继站均在传统FM广播的频段发送信号（各站频率请参见NHK鹿儿岛放送局官网）。
在AM电台（中波）中，奄美地方和南萨地方为主的区域可接收到冲绳县的广播信号，北萨地方可接收到熊本县、长崎县、福冈县的广播信号，大隅半岛则可接收到宫崎县的广播信号。在FM电台（VHF）中，沖永良部岛和与论岛可接收冲绳县的广播信号，北萨地方可接收到熊本县、长崎县的广播信号，大隅半岛可接收到宫崎县的广播信号。特别是FM宫崎，其覆盖鹿儿岛市及全县约60%的区域。
社区广播
- 鹿儿岛市FM (FRIENDS-FM762)（鹿儿岛市）部分时段重传 J-WAVE。
- FM银河（鹿儿岛市）由中崎电子工业运营。
- 大隅半岛社区广播网络（大隅FM网络） - 总管以下3个电台，播出相同内容。除下述3市町外，还覆盖大崎町和东串良町。
  - 鹿屋社区广播（FM鹿屋）（鹿屋市）
  - 肝付社区广播（FM肝付）（肝付町）
  - 志布志社区广播（FM志布志）（志布志市）
- 奄美大岛的社区FM电台 - 各电台互相提供节目
  - Di!（奄美FM・Di!Wave）（奄美市・龙乡町・大和村）
  - FM宇检（宇检村）部分时段重传MBC广播・FM鹿儿岛
  - FM龙乡（龙乡町）由社区广播支持者协会运营。部分时段重传MBC广播・FM鹿儿岛
  - 濑户内广播（Seto Radio）（濑户内町）
    - 由NPO法人FM濑户内运营的社区FM电台（2021年2月停播），2022年1月在相同频率上由另一法人（一般社团法人濑户内广播）重新开播[36][37][38]。
- 垂水社区广播（FM垂水）（垂水市） - 2015年11月起脱离大隅FM网络，转为单独电台/独立系。部分时段重传MBC广播。
- FM萨摩川内（萨摩川内市）由萨摩川内市观光物产协会运营。部分时段重传音乐鸟。主要覆盖本土部分（除祁答院地区部分）和萨摩町中心部分（宫之城）。
- FM霧岛（霧岛市）
- SOO Good FM（曽於市）由一般财团法人大城建设运营。详情见曽於市#放送・通信。
- 爱拉FM（姶良市）由爱拉FM运营。
- 大崎FM（FM大崎）（大崎町）2022年开播[39][40]。

1997年FM Friends开播后，直到2006年FM鹿屋和FM肝付开播，长时间内仅有一台电台运营。随后，从2007年至2013年，大隅半岛、奄美大岛、萨摩川内市、霧岛市相继开播。县内的社区FM电台中，有7台（大隅半岛4台、奄美大岛3台）由特定非营利活动法人（NPO法人）运营。FM银河也在2011年开播至2012年6月期间由NPO法人以“FM萨摩”的名义运营，瀬戸内町的FM瀬户内时代也是由NPO法人运营。
除FM宇検、SOO Good FM、爱拉FM、FM大崎外的社区FM电台均可通过互联网在日本国内收听（FM龙乡、瀬户内广播、FM垂水仅限自制节目）。此外，曽於市还可接收到都城城市FM（宫崎县都城市的社区FM）的信号。

### 有线电视
| - 姶良共同受信组合 - 天城町ユイの里电视 - 奄美电视放送 - 皇德寺有线电视 - BBIQ光电视（原鹿儿岛光电视） - 瀬戸内有线电视 - 西之表电视共同收视组合 | - BTV（鹿儿岛局・志布志局・都城局） - 鹿儿岛局覆盖鹿儿岛市，志布志局覆盖志布志市，都城局覆盖曽於市财部町。 - 湊共同天线 - 南九州有线电视网 - 美浜电视共同天线接收设施组合 - 屋久町电视共同接收设施组合 - 和泊町有线电视 |

## 行政区划

地域区分

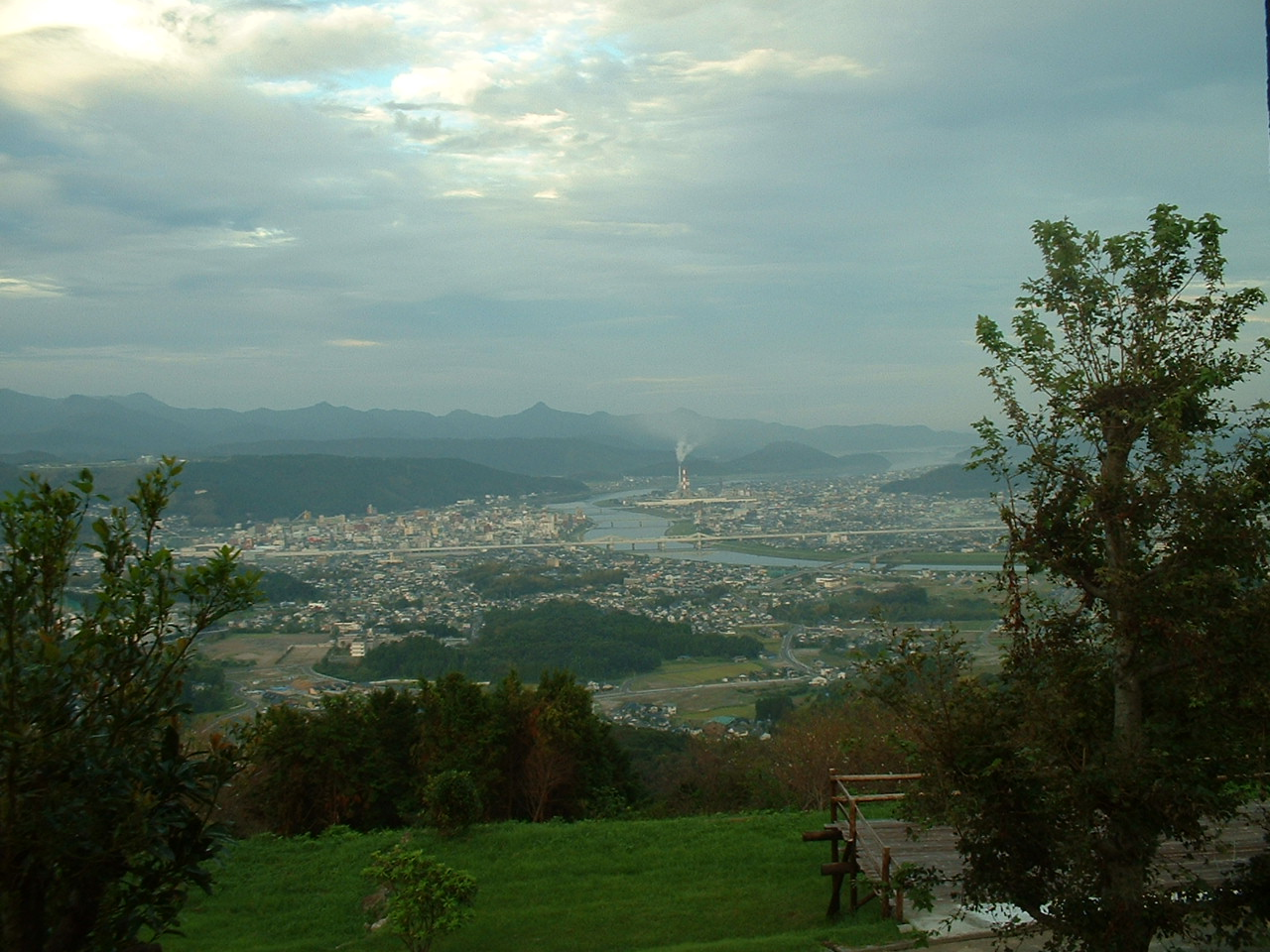
薩摩川内市

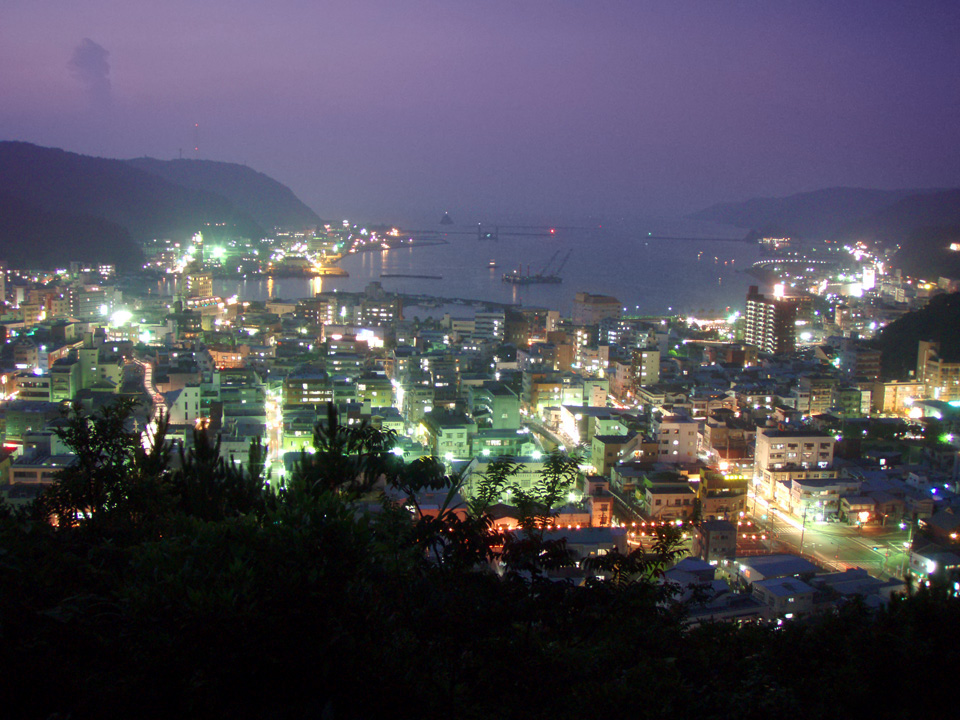
奄美市名瀬

以下为19市8郡20町4村的介绍。所有的町都读作“ちょう”，鹿儿岛郡的2村读作“むら”，大岛郡的2村读作“そん”。◎标记为中核市，☆为区域核心城市。这些城市是鹿儿岛县指定的，人口超过10万，并享有与施行时特例市及中核市相同的权利。
以下按7个地域振兴局列出市町村。

#### 鹿儿岛地区
颜色：
- 鹿儿岛市◎（县厅所在地）
- 日置市
- 市来串木野市
- 鹿儿岛郡
  - 三岛村 - 十岛村

鹿儿岛地区由位于薩摩半岛中部的3个市和位于薩摩半岛西南部的三岛村以及位于屋久岛和奄美大岛之间的7个有人离岛的十岛村组成，南北宽达300公里。3个市向东可眺望桜岛和錦江湾，向西则面向日本三大沙丘之一的吹上浜以及东海，区域被指定为国立公园和县立自然公园。三岛村的黑岛和十岛村的宝岛有国家指定的天然纪念物薩摩黑岛的森林植物群落，并且在渡濑线分界处可以看到亚热带和温带的生物群。此外，还有桜岛、诹访之濑岛等5座活火山，以及丰富的温泉资源。桜岛·錦江湾和三岛村·鬼界火山被认定为日本地质公园。
鹿儿岛市作为县都，集中了商业、文化、娱乐功能、办公室和政府机关等多种城市功能，是人、物、信息交流的重要枢纽。此外，九州新干线大大缩短了与北九州和关西地区的时空距离，九州纵贯高速公路和南九州西回高速公路等高速交通网络，以及连接离岛航线的鹿儿岛港也已完备，并且通过国际航线连接的鹿儿岛机场，使得该地区成为陆、海、空的交通枢纽。

#### 南萨地区
颜色：
- 枕崎市
- 指宿市
- 南萨摩市
- 南九州市

南萨地区拥有丰富的自然环境，如吹上浜沙丘、坊津·野间的里亚斯式海岸、开闻岳、池田湖、天然砂蒸温泉等。
此外，该地区还拥有笃姬相关的今和泉、知览的武家屋敷群和知览特攻和平会馆、秋目的鉴真纪念馆等历史资源，以及川边佛坛等传统工艺品、木鱼和茶叶等特产。该地区还举办多样化的活动，如指宿菜花马拉松、川边二日市、吹上浜沙的祭典和枕崎港祭等。

#### 北萨地区
颜色：
- 萨摩川内市☆
- 阿久根市
- 出水市
- 萨摩郡
  - 萨摩町
- 出水郡
  - 长岛町

北萨地区位于县北西部，九州三大河川之一的川内川流经此地，区域内有陆连岛、陆连砂州、潟湖等独特地形的甑岛群岛，以及面向东海的美丽海岸线和拉姆萨尔公约注册的藺牟田池等丰富自然资源。此外，该地区还有飞临出水平原的鹤、奧萨摩的萤火虫、出水麓和入来的武家屋敷群，以及全国闻名的鲷鱼和竹笋等食材。
随着2011年春季九州新干线全线开通，以及与肥萨橙铁道的综合利用，预计将会吸引更多游客。

#### 姶良·伊佐地区
颜色：
- 霧岛市☆
- 伊佐市
- 姶良市
- 姶良郡
  - 涌水町

姶良·伊佐地区拥有以雾岛山系为首的名胜地和温泉，以及以肥萨线为中心的近代化产业遗产群等丰富的自然和旅游资源。
该地区几乎中央位置有鹿儿岛机场，并有九州纵贯高速公路、东九州高速公路等高速公路和日丰本线、肥萨线、吉都线等铁路，是一个重要的交通枢纽。凭借这一优势，吸引了IT产业等企业进驻。
此外，这里还有“雾岛国际音乐厅”、“雾岛艺术之森”、“上野原绳文之森”及“县民之森”等众多独具特色的文化和交流设施。

#### 大隅地区
颜色：
- 鹿屋市☆
- 垂水市
- 曾於市
- 志布志市
- 曾於郡
  - 大崎町
- 肝属郡
  - 东串良町 - 锦江町 - 南大隅町 - 肝付町

大隅地区包括鹿屋市及大隅半岛的4市5町，区域面积占全县的约23%。利用广阔的土地和丰富的自然资源发展农业、林业和渔业，农业产值占全县约4成，拥有丰富的食材资源。此外，还拥有鹿屋玫瑰园和本土最南端的佐多岬等具有观光价值的丰富自然环境和名胜地。

#### 熊毛地区
颜色：
- 西之表市
- 熊毛郡
  - 中种子町 - 南种子町 - 屋久岛町

熊毛地区包括种子岛、屋久岛及其附属岛屿马毛岛和口永良部岛共4个岛屿。
种子岛是日本唯一的实用卫星发射基地，也是日本首次传入火枪的历史名岛。
屋久岛被称为洋上阿尔卑斯，岛的中央部耸立着近2000米的高山群，其自然景观被认为具有普遍价值，是日本第一个被列为世界自然遗产的岛屿。

#### 大岛地区
- 奄美市
- 大岛郡
  - 大和村 - 宇检村 - 濑户内町 - 龙乡町 - 喜界町 - 德之岛町 - 天城町 - 伊仙町 - 和泊町 - 知名町 - 与论町

大岛地区包括奄美市及大岛郡（1市9町2村），区域内南北延伸约400公里，包括奄美大岛、加计吕麻岛、请岛、与路岛、喜界岛、德之岛、冲永良部岛、与论岛等8个有人岛（奄美群岛）。奄美群岛拥有奄美群岛国立公园内的名胜地、在阳光照耀下闪耀的绿宝石般的大海、在珊瑚礁间游动的五彩缤纷的热带鱼、由珊瑚碎屑形成的白沙滩、特別天然纪念物奄美黑兔等稀有动植物、全年温度约21℃左右的恒温气候、全年不断的花卉、苏铁、刺桐、榕树等热带树木环绕的村落等丰富的自然资源，是一个充满亚热带风情的群岛。奄美群岛拥有亚热带海洋性自然、岛口（方言）、岛歌、八月舞蹈、六调舞蹈等传统表演艺术、大岛绢、黑糖烧酒及亚热带水果等多样化和富有个性的旅游资源。

### 消失的郡
- 日置郡
- 揖宿郡
- 川边郡
- 伊佐郡

## 交通

### 公路
- 鹿兒島縣境內自動車道包含：
  - 九州自動車道
  - 東九州自動車道
  - 南九州西回自動車道

### 鐵路
- 九州旅客鐵道(JR九州)管轄路線包含：
  - 九州新幹線
  - 鹿兒島本線
  - 日豐本線
  - 指宿枕崎線
  - 肥薩線
  - 吉都線
  - 日南線
- 肥薩橙鐵道管轄路線包含：
  - 肥薩橙鐵道線
- 鹿兒島市交通局於鹿兒島市內設有路面電車(鹿兒島市電)，路線說明如下：
  - 第一期線(武之橋停留場 - 鹿兒島站前)
  - 第二期線(高見馬場停留場 - 鹿兒島中央站前)
  - 谷山線(武之橋停留場 - 谷山停留場)
  - 唐湊線(鹿兒島中央站前 - 郡元停留場)

### 港口
- 鹿兒島港
- 志布志港
- 川内港
- 西之表港
- 名瀨港

### 機場
鹿兒島縣境內有鹿兒島機場、與論機場（不位於本島）。

## 文化与体育

### 语言与方言
传统上所使用的语言和方言在十岛村以北地区与奄美群岛地区有很大不同，分别属于日语的薩隅方言和琉球语中的奄美语。
- 薩隅方言
- 奄美语

### 体育运动
- 职业体育队
  - 鹿儿岛联队足球俱乐部（足球 J联赛）
  - 鹿儿岛群星篮球队（篮球 B3联赛）
  - 蓝天之鹿屋
- 体育队
  - 鹿儿岛女子足球队（女子足球・九州女子足球联赛）
  - 鹿儿岛梦之浪棒球队（社会人棒球・社会人棒球俱乐部球队）
  - 甲南俱乐部（社会人橄榄球俱乐部球队）
  - 京瓷女子田径部
- 田径
  - 指宿油菜花马拉松（每年1月）
  - 鹿儿岛县市郡对抗环县接力赛（每年2月）
  - 出水鹤马拉松大会（每年10月）
- 以前，在2008年（平成20年）左右，千叶罗德海洋队（包括前罗德猎户队）曾在此进行春训。

## 旅游

### 有形文化财建筑物
- 重要传统建筑群保护地区
  - 出水麓（出水市）
  - 入来麓（萨摩川内市）
  - 知览（南九州市）

### 名胜古迹・旅游景点

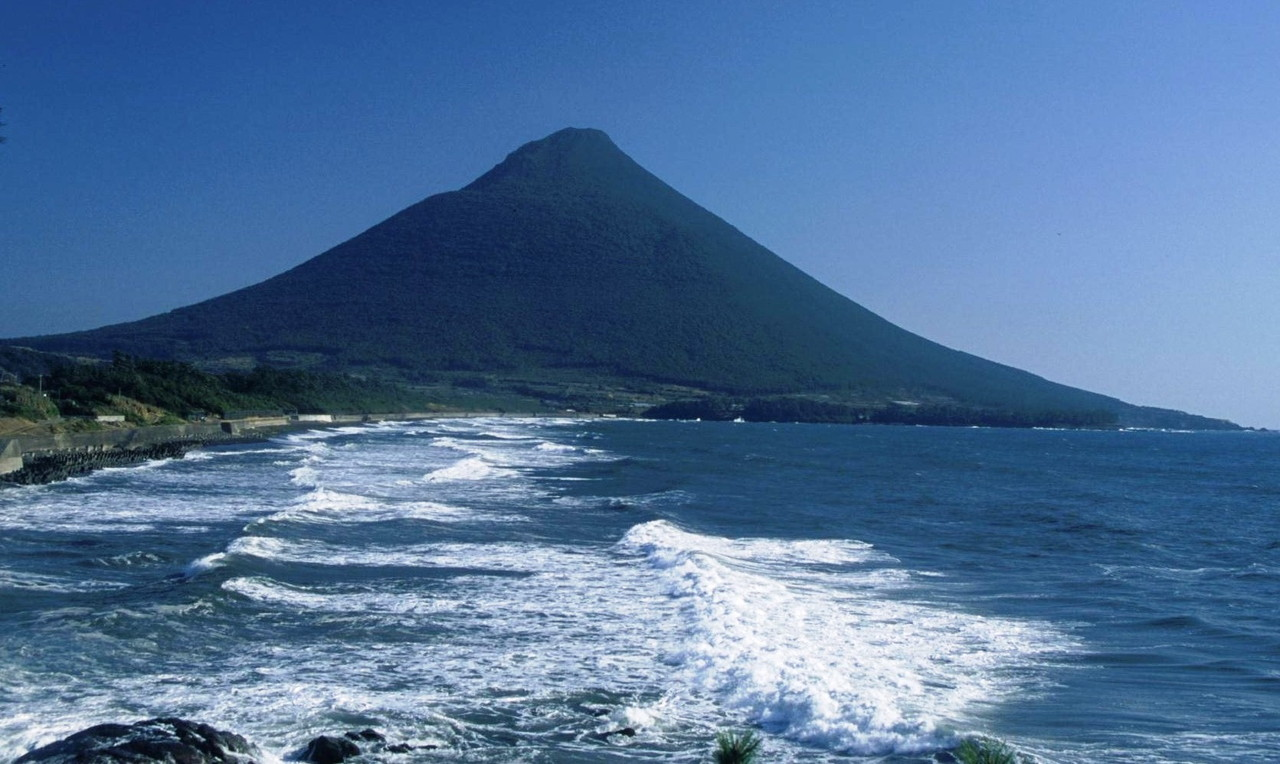
开闻岳

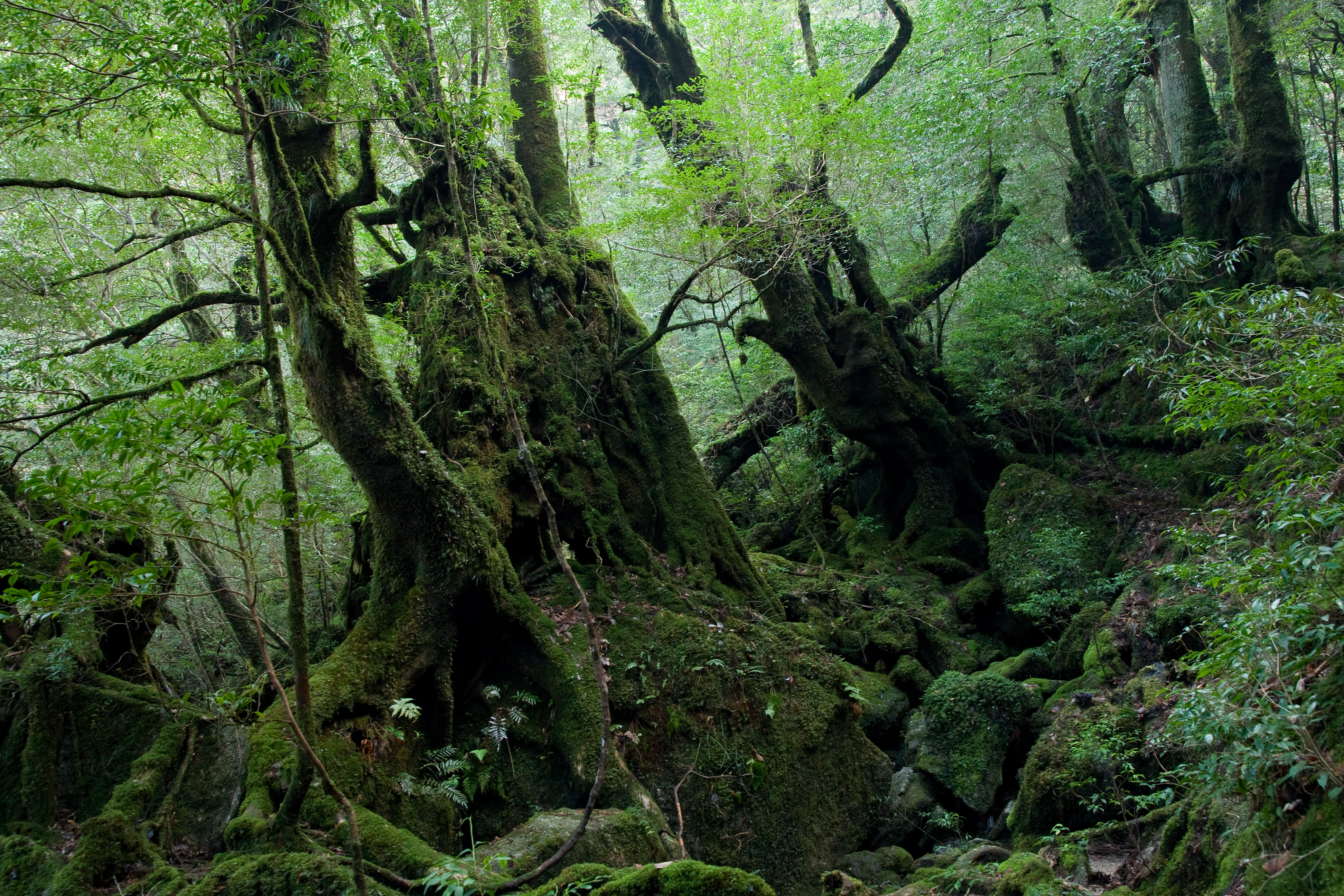
白谷云水峡的森林（屋久岛）

- 鹿儿岛市的樱岛、城山、鹿儿岛水族馆、海豚港、鹿儿岛市区的温泉等
- 雾岛市的雾岛温泉乡、日当山温泉、雾岛山等
- 指宿的指宿温泉、池田湖、开闻岳等
- 出水的白鹤越冬地（出水鹤越冬地）
- 大隅半岛的佐多岬、雾岛之丘公园等
- 屋久岛的屋久杉、白谷云水峡等
- 奄美大岛的红树林林等

### 祭祀活动
- 初午祭（雾岛市，旧历1月18日后的第一个星期日）
- 与论十五夜舞（与论町，旧历3月、8月、10月的15日，国家重要无形民俗文化财）
- 六月灯（鹿儿岛市等，旧历6月）
- せっぺとべ（日置市，每年6月初，日置市指定无形民俗文化财）
- 市来的七夕舞（市来串木野市，每年8月7日附近的星期日，国家重要无形民俗文化财）
- 鹿儿岛锦江湾夏夜大花火大会（鹿儿岛市，每年8月的一个星期六）
- 八月舞（各地，旧历8月）
- 秋名的阿拉赛茨活动（龙乡町，旧历8月的初丙日，国家重要无形民俗文化财）
- 南萨摩的十五夜舞（枕崎市、南萨摩市、南九州市，旧历8月15日，国家重要无形民俗文化财）
- 川内大绳拉（萨摩川内市，每年9月）
- 诸峻斯巴雅（瀬户内町，旧历9月9日等，国家重要无形民俗文化财）
- 御原祭（鹿儿岛市，每年11月）
- 弥五郎（曽於市，每年11月，鹿儿岛县指定无形民俗文化财）
- 大王殿祭（姶良郡湧水町，每年11月）
- 年末节（甑岛的托西冬祭）（萨摩川内市，除夕，国家重要无形民俗文化财，教科文组织非物质文化遗产[41]）

### 特產
| 水果・蔬菜     | 水果・蔬菜                                                       |
| -------------- | ---------------------------------------------------------------- |
| 茶             | 全國都道府縣·收穫量第2位(16年度)。知覧茶有名。                   |
| 甘蔗           | 全國都道府縣·收穫量第2位(16年度)。奄美諸島栽培。                 |
| 南国果樹       | 奄美諸島栽培芒果。                                               |
| 番薯           | 用來製作有名的芋焼酎。                                           |
| 花良治蜜柑     | 產期在每年10月。（大島郡喜界町）                                 |
| ダイダイ       | 大隅半島南部原産的柑橘類。                                       |
| 綠竹           | 筍、可與刺身搭配。（日置市）                                     |
| 魚介類・海產物 |                                                                  |
| 鰹             | 枕崎市的鰹有名。                                                 |
| 肉類・乳製品   |                                                                  |
| 和牛           | 鹿兒島黑牛（日置市）、福山黑牛（霧島市福山町）、黑牛（曽於市）。 |
| 黑豚           | 鹿兒島的豬品種。                                                 |
| 薩摩軍鶏       | 地方的雞品種。                                                   |
| 鄉土料理       |                                                                  |
| 芋燒酎         | 以番薯為原料的燒酎。                                             |
| 薩摩揚         | 鹿兒島的名物。                                                   |
| 黑糖燒酎       | 以黑糖為原料的本格燒酎。僅能於奄美諸島製作。                     |
| 飛魚料理       | 種子島與屋久島的飛魚做成刺身、薩摩揚等料理。                     |
| 番木瓜漬物     | 奄美諸島特產的番木瓜漬物。                                       |
| 黑酢           | 霧島市福山町。                                                   |
| きび酢         | 大島郡瀨戶内町。                                                 |
| 十五朗蕎麥麵   | 純手桿蕎麥麵。（垂水市）                                         |
| 黑糖           | 奄美諸島特產的甘蔗為原料所製黑砂糖。                             |
| 輕羹           | 山芋及米蒸製的甜點。鹿兒島的名物。                               |
| 工藝品・民藝品 |                                                                  |
| 薩摩燒         | 國家指定的傳統工藝品。                                           |
| 本場大島紬     | 國家指定的傳統工藝品。                                           |
| 川邊佛壇       | 國家指定的傳統工藝品。                                           |
| 薩摩切子       |                                                                  |
| 竹炭・竹酢     | 利用町内豊富的竹製成的加工品。                                   |
| 參考資料：     |                                                                  |

## 姐妹盟約等
- 大韓民国全羅北道
1989年（平成元年）10月　共同宣言
- 新加坡
- 中華人民共和國香港特別行政區
- 美國喬治亞州
1966年（昭和41年）11月28日　姉妹盟約
- 中華人民共和國江蘇省
- 岐阜縣
1971年（昭和46年）7月27日　姉妹县盟約

## 以鹿儿岛县为舞台的作品

### 小说
- 《如飞翔》（1972年）
- 《孤岛之谜》（1989年）
- 《神的差事人》5（2015年）
- 《卡拉帕之谜 引きこもり作家的神秘取材档案》（2020年）

### 漫画
- 《Dr.孤岛诊疗所》（2001年至今连载中，但电视剧版以冲绳县为舞台）
- 《行け!!南国冰球部》（1991年 - 1996年）
- 《ざっぺら》（1991年 - 1992年）
- 《ぼっけもん》（1980年代）
- 《加治隆介的议》（1991年 - 1998年）
- 《咲-Saki-》（2006年至今连载中）
- 《も〜れつバンビ》（2009年 - 2010年）
- 《黑猫站长》（2013年 - 2017年）

### 电视剧
- 《山河燃烧》（1984年）
- 《如飞翔》（1990年）
- 《地球战队五人组》（1990年）第25、26集以樱岛和指宿市等县内各地为舞台。
- 《青鸟》（1997年）
- 《满天》（2002年）
- 《Spring Story》（2004年）日本歌手sacra的专辑《Silent Pictures》收录。
- 高清悬疑剧《海猿》《海猿2》（2002年、2003年）：国分太一等
- 《谢谢你的爱》（2006年）主演：桃井薰
- 《笃姬》（2008年）NHK大河剧 主演：宫崎葵
- 《西乡殿》（2018年）NHK大河剧 主演：铃木亮平

### 动画
- 《婆娑罗传说》（1998年）
- 《无敌王》（2001年）
- 《拉赛丰》（2002年）
- 《攻壳机动队 S.A.C. 2nd GIG》（2004年）
- 《无辜的维纳斯》（2006年）
- 《秒速5厘米》（2007年）
- 《海物语～你在海中见过的事～》（2009年）
- 《ROBOTICS;NOTES》（2012年）
- 《中二病也要谈恋爱！恋》（2014年）
- 《地球守护者》（2014年）
- 《新干线变形机器人》（2018年）

### 戏剧
- 《孤愁之岸》（2004年再演）
- 《高中生音乐剧・姬与彦～某王的故事～》（2008年〜）

### 电影
- 《海军》（1943年、1963年）
- 《社长绅士录》（1964年）
- 《十七岁的胸怀》（1964年）
- 《007之雷霆谷》（1967年）
- 《啊，同期的樱》（1967年）
- 《喜剧 车站火山》（1968年）
- 《青幻记》（1973年）
- 《东京湾炎上》（1975年）
- 《寅次郎的故事 真实一路》（1984年）
- 《哥斯拉vs太空哥斯拉》（1994年）
- 《寅次郎的故事 红花》（1995年）
- 《摩斯拉》（1996年）
- 《钓鱼迷日记9》（1997年）
- 《追梦人：南国奋战篇》（1997年）
- 《职业高尔夫球手织部金次郎4》（1997年）
- 《学校 十五岁 学校4》（2000年）
- 《萤火虫》（2001年）
- 《哥斯拉·摩斯拉·王者基多拉 大怪兽总攻击》（2001年）
- 《长板冲浪人生》（2005年）
- 《男人们的大和/YAMATO》（2005年）
- 《LIMIT OF LOVE 海猿》（2006年）
- 《日本沉没》（1973年、2006年）
- 《为了你，我愿意去死》（2007年）
- 《北辰斜指的地方》（2007年）
- 《CHEST!》（2008年）
- 《海之金鱼》（2010年）
- 《半次郎》（2010年）
- 《奇迹》（2011年）
- 《六月灯的三姐妹》（2013年）
- 《家族色 RAILWAYS 我们的出发》（2018年）
- 《努力吧！我》（2018年）
- 《长板冲浪人生 2nd wave》（2019年）
- 《天外者》（2020年）

### 游戏
- 《艾吉斯：初始任务》
- 《女神异闻录3》
- 《ROBOTICS;NOTES》（2012年）

### 模型与登场作品
- 《幽灵公主》（1997年）屋久岛的照叶树原生林被认为是其中的一个形象模型。
- 《假面骑士响鬼》第一集，响鬼在乘船前往屋久岛时遇到明日梦，故事由此展开。
- 《女神异闻录3》故事中段有去屋久岛旅行的情节。

### 鹿儿岛县名誉县民
鹿儿岛县名誉县民的称号是根据2019年（平成31年）3月22日制定的鹿儿岛县名誉县民条例（平成31年3月22日鹿儿岛县条例第2号）授予给“对社会发展有卓越功绩，并且受到县民共同尊敬的人”（条例第1条）。该称号的授予对象是“在社会福利、文化振兴及其他社会发展方面作出巨大贡献的人，并且居住或曾居住在县内的人”，由鹿儿岛县知事在获得县议会同意后选定（条例第2条）。
| 受奖者姓名 | 职业   | 选定日期      | 备注                                              | 出处   |
| ---------- | ------ | ------------- | ------------------------------------------------- | ------ |
| 稻盛和夫   | 实业家 | 2019年6月28日 | 京瓷创始人及名誉会长 2015年11月16日获得县民荣誉奖 | [ 44 ] |

### 鹿儿岛县民荣誉表彰受奖者
| 受奖者姓名                   | 职业等                       | 授奖日期       | 备注                                                       | 出处          |
| ---------------------------- | ---------------------------- | -------------- | ---------------------------------------------------------- | ------------- |
| 百武裕司                     | 业余天文学家                 | 1996年10月     | 1995年底到1996年初发现了“百武彗星”（C/1995 Y1、C/1996 B2） |               |
| 鹿儿岛实业高等学校足球部     | 鹿儿岛实业高等学校足球部     | 1996年10月     | 第74回全国高等学校足球锦标赛中获胜                         |               |
| 鹿儿岛实业高等学校硬式棒球部 | 鹿儿岛实业高等学校硬式棒球部 | 1996年10月     | 第68回选拔高等学校棒球大会中获胜                           |               |
| 本乡卡玛                     |                              | 2002年         | 2002年成为世界最高龄者                                     |               |
| 柴田亚衣                     | 游泳选手                     | 2004年9月      | 在2004年雅典奥运会女子800米自由泳项目中获得金牌            |               |
| 赤崎勇                       | 名城大学终身教授             | 2015年6月25日  | 2014年因‘高亮度蓝色发光二极管的发明’获得诺贝尔物理学奖     | [ 45 ] [ 46 ] |
| 稻盛和夫                     | 实业家                       | 2015年11月16日 | 京瓷创始人及名誉会长 2019年7月14日被选为名誉县民           | [ 47 ]        |
| 滨田尚里                     | 柔道选手                     | 2021年8月      | 在2020年东京奥运会柔道女子78公斤级比赛中获得金牌           | [ 48 ]        |
| 川畑瞳                       | 垒球选手                     | 2021年8月      | 在同一届奥运会垒球比赛中获得金牌                           | [ 48 ]        |

## 延伸阅读
- 乙益, 重隆. . . 角川書店. 1970-02. 已忽略未知参数|ncid= (帮助)
- 上村, 俊雄. . ニューサイエンス社. 1984-12. 已忽略未知参数|ncid= (帮助)
- 大木, 公彦. . 南方新社. 2005-12-01. ISBN 4861240719.
- 橋本, 達也. .  (PDF). 鹿児島県歴史資料センター黎明館. 2009-09.
- 原口, 泉; 永山, 修一; 日隈, 正守; 松尾, 千歳; 皆村武一. . 県史46. 山川出版社. 2011-03-30. ISBN 463432461X. 
  - 永山, 修一. . . 2011-03-30: 12. ISBN 463432461X.
- 大阪府立近つ飛鳥博物館. . 大阪府立近つ飛鳥博物館. 2012-09. 已忽略未知参数|ncid= (帮助)
  - 白石, 太一郎. . . 大阪府立近つ飛鳥博物館. 2012-09: 8–20. 已忽略未知参数|ncid= (帮助)
  - 橋本, 達也. . . 大阪府立近つ飛鳥博物館. 2012-09: 139–146. 已忽略未知参数|ncid= (帮助)
- 中村, 明蔵. . 読みなおす日本史. 吉川弘文館. 2019-04-01. ISBN 9784642071031.

## 外部連結
- 官方网站
- 鹿儿岛县的X（前Twitter）
- 鹿兒島縣觀光聯盟-繁體中文（页面存档备份，存于）、简体中文（页面存档备份，存于）
- 维基导游上有關鹿儿岛县（英文）的旅行指南
- 維客旅行上的鹿兒島縣（页面存档备份，存于）（繁體中文）
- OpenStreetMap上有關鹿儿岛县的地理
- Google地图

## 周邊地區
1. ↑  如果将岐阜县视为东日本的一部分。
2. ↑  在《南日本新闻》的电视节目表中，熊本县的电视台节目表会刊登至模拟信号停播（2011年7月23日）为止，主要为接近鹿儿岛县边境的中继站（如人吉、牛深（主台相同频率）、水俣等）
3. ↑  和泊町有线电视（沖永良部岛的有线电视台）会转播冲绳县的电视台节目（参见公式网站中的频道指南 （页面存档备份，存于））。此外，《南海日日新闻》和《奄美新闻》的电视节目表中，会刊登冲绳县今归仁中继站的物理频道（原为模拟信号频道）。
4. ↑  《有线年鉴2005》（Satmag BI，2004年10月 ISBN 4-901867-09-1）显示和泊町有线电视转播FM冲绳。
5. ↑  鹿儿岛县内不进行互联网直播的4家社区广播电台中，SOO Good FM、爱拉FM、FM大崎采用与FMきらら（山口县宇部市的社区广播电台）相同的“全时段直播・自制”模式运营，不支持互联网直播的特点也与FMきらら相同（详情见FMきらら条目）。FM萨摩川内在2013年开台初期也采用类似的运营模式。